# Racisme au Québec
 (novembre 2023).
Le racisme au Québec fait référence aux attitudes, jugements et actions discriminatoires fondés sur la race, l'ethnicité ou la nationalité qui ont eu lieu et continuent de se manifester au Québec (Canada). Tout au long de l'histoire, les interactions entre les communautés anglophones, francophones et les peuples autochtones, ainsi que l'immigration de divers groupes ethniques, ont conduit à des tensions et des conflits raciaux à différents moments.

## Histoire

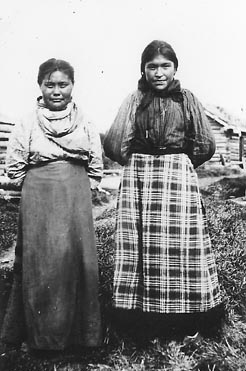
Jeunes femmes Slavey, fleuve Mackenzie, Territoires du Nord-Ouest.

Au Québec, comme ailleurs, le racisme s'est manifesté dans des situations concrètes, liées au milieu professionnel, au logement et aux interventions policières. Pendant le XIXe siècle et une partie du XXe siècle, le racisme se traduit ouvertement organisé en théories et idéologies. Bien qu'il existe encore aujourd'hui des voix racistes au sein de groupes extrémistes et de cercles scientifiques, la plupart des formes de racisme sont plus subtiles et souvent niées. La plupart des gens n'admettent plus ouvertement être racistes.
Dans le contexte historique canadien, l'identité des Métis a été interprétée de diverses manières par rapport à l'identité québécoise. À certaines époques, il y avait une tendance à lier l'histoire des Métis à l'identité québécoise, présentant les Métis dans le cadre de l'expérience québécoise.
Louis Riel, figure centrale de l'histoire des Métis, a souvent été représenté dans des contextes mettant en lumière les tensions entre le Canada anglophone et la communauté francophone, plutôt que de se concentrer exclusivement sur l'expérience et la culture métisses.
Le repli identitaire des Québécois francophones peut être vu comme la base d'un certain ethnocentrisme. Visant à maintenir l'homogénéité du groupe, cela signifie que les nouveaux arrivants sont confrontés à un choix binaire : s'assimiler ou être exclu. Pendant longtemps, l'immigration au Québec a été perçue comme une stratégie démographique du groupe anglo-saxon dominant pour souligner le statut minoritaire des francophones. Cependant, il est crucial de reconnaître que le Québec moderne se distingue par le fait qu'il ne permet pas au racisme de pénétrer la vie politique au point de devenir une idéologie cristallisée dans un parti politique. Les expressions d'intolérance et de rejet, bien que non négligeables, restent dispersées. Selon la structure proposée par Michel Wieviorka, le racisme au Québec peut être classifié comme « racisme dispersé ». Cela peut se manifester sous forme d'« infraracisme », moins structuré et pouvant surgir sous forme de préjugés plutôt que de véritables attitudes racistes, ou il peut être plus défini et évident dans la vie sociale ou l'espace public.
Bien que le Québec ait eu une histoire de groupes racistes, ceux-ci ont été moins nombreux et moins organisés qu'ailleurs au Canada. Ils étaient particulièrement actifs pendant la récession économique de 1980-1995, et l'influence des membres de ces groupes au sein des formations politiques établies est préoccupante.
En 1960, la perception de l'identité canadienne-française a changé, et en conséquence, une identité québécoise plus définie est apparue. Durant cette période de redéfinition, certaines identités, dont celles des anglophones et des peuples autochtones, n'ont pas toujours été abordées de manière proéminente dans les discussions publiques.

### Colonialisme

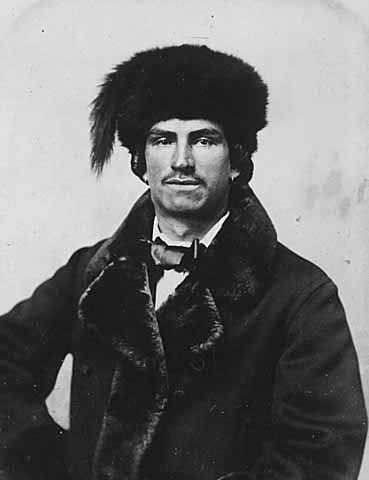
"Commerçant de fourrures métis (indien et français)" vers 1870. Société historique du Minnesota location No. HD2.3 r7 Negative No. 10222

Des traces d'esclavage existent dans différentes régions qui sont ensuite devenues une partie du Canada, remontant au XVIIe siècle. La majorité des esclaves canadiens étaient autochtones, et par la suite, les Loyalistes ont amené des esclaves des États-Unis. Marie-Joseph Angélique était l'une des esclaves les plus connues de la Nouvelle-France (l'actuel Québec). Enceinte, elle incendia la maison de sa maîtresse soit par vengeance, soit pour distraire de sa fuite. Elle s'enfuit avec le père de son enfant, lui-même esclave noir appartenant à un autre maître. L'incendie qu'elle avait provoqué finit par détruire une partie de Montréal et une grande partie de l'Hôtel-Dieu. Elle fut plus tard capturée et condamnée à mort.
La Loi sur les Indiens de 1876, qui a créé des réserves pour les peuples autochtones au Québec, a été débattue du point de vue de ses implications coloniales. Certains interprètent cette loi comme un moyen de perpétuer une relation coloniale avec les Premières Nations au Canada. Au Québec, certains affirment que l'État canadien n'a pas suffisamment reconnu leur droit à l'autodétermination.
Il a également été mentionné que les politiques fédérales d'immigration pourraient avoir des éléments discriminatoires, bien que ces allégations soient débattues.
Pour un grand nombre de minorités racisées au Québec, il existe une réelle situation de marginalisation socio-économique et de tension. Depuis une vingtaine d'années, les groupes communautaires estiment régulièrement que le taux de chômage parmi les minorités visibles est le double des chiffres officiels pour la population générale. Leurs estimations se sont révélées étonnamment précises.
Bien que la société soit choquée par un taux de chômage de 15 % dans certaines catégories de jeunes, il est important de souligner que pour des catégories équivalentes de jeunes issus des minorités visibles, le taux dépasse 30 %. Bien que d'autres facteurs puissent influencer ce chiffre, la marginalisation résultant de cette situation est exacerbée par sa visibilité, créant un risque significatif de déviances et donnant lieu à l'émergence de courants néo-racistes.
Le tableau ci-dessous présente une série d'événements et de politiques significatifs liés aux relations interethniques, au racisme et à l'immigration au Québec et au Canada, de l'année 1701 à 2009. Les événements couverts comprennent les actions gouvernementales, les crises sociales et les décisions politiques qui ont influencé la dynamique multiculturelle du pays.
| Année(s)                        | Politiques interethniques, racisme et immigration au Québec et au Canada |
| ------------------------------- | --- |
| 1701                            | La France, avec 39 tribus autochtones, conclut un accord pacifique à Montréal pour mettre fin à leurs hostilités. |
| 1709                            | La possession d'esclaves est approuvée en Nouvelle-France à la suite d'une directive de l'Intendant Raudot. Bien que le début du XVIIe siècle ait vu cette pratique sous le Code Noir (mis en œuvre par la France en 1685), elle a persisté au Québec sous le régime britannique jusqu'en 1833. |
| 1759                            | La prise de Québec voit les Britanniques gouverner une population française les dépassant cinq à un. |
| 1816-51                         | La première grande vague de colons au Canada voit environ un million de Britanniques, d'Écossais et d'Irlandais arriver dans des lieux tels que Québec, Montréal et d'autres ports de la côte atlantique. |
| 1839                            | Lord Durham suggère dans son examen des affaires nord-américaines britanniques que l'augmentation de la migration britannique au Canada accélérerait le processus d'intégration culturelle et linguistique des Canadiens français dans la majorité. |
| 1879-1914                       | Des mesures telles que la Loi sur les terres du Dominion (fournissant des terres gratuites en 1872), la Politique nationale de John A. Macdonald (introduite en 1879), et le Plan Sifton (commencé en 1896) constituent la grande stratégie du Canada pour promouvoir la migration. L'objectif est de peupler l'Ouest, de créer des communautés agricoles, d'obtenir une main-d'œuvre bon marché pour les industries de l'Ontario et du Québec, de construire le chemin de fer national et de poser les infrastructures fondamentales du pays. |
| 1880-5                          | Les règles migratoires du Canada commencent à limiter les Asiatiques (principalement les Chinois et les Japonais) en fixant des quotas, en imposant des taxes et, plus tard, en les interdisant complètement (comme on le voit avec la législation de 1908 affectant les immigrants japonais et la Loi sur l'immigration chinoise de 1923). |
| 1874-9                          | Les crises économiques incitent un grand nombre de Canadiens français à chercher de meilleures perspectives aux États-Unis. De 1880 à 1890, environ 150 000 (représentant 11,3 % des résidents du Québec) quittent le Canada. De 1840 à 1930, le total atteint un million. |
| 1923                            | À la suite de la Première Guerre mondiale, le gouvernement central canadien adopte la Loi sur le peuplement de l'Empire pour continuer à promouvoir le développement de l'Ouest par l'immigration. |
| 1939-45                         | Alors que la Seconde Guerre mondiale fait rage, le Canada repousse de nombreux Juifs fuyant les horreurs du nazisme. Après l'entrée du Japon dans le conflit, les Canadiens d'origine japonaise sont internés dans des camps de travail ou expulsés, et leurs biens sont saisis. |
| 1946–61                         | Une arrivée notable d'immigrants d'Italie et de Grande-Bretagne au Québec. |
| 1947                            | La première Loi sur la citoyenneté fédérale confère la désignation de Citoyen canadien, bien qu'elle mette toujours l'accent sur l'identité nationale basée sur l'ethnie et l'importance de la cohérence culturelle. |
| 1952                            | La Loi sur l'immigration est lancée, offrant un cadre pour gérer l'immigration et donnant une autorité considérable aux fonctionnaires de l'immigration. Les spécifications d'entrée et d'exclusion restent ambiguës. |
| 1956                            | Un système de préférence mandaté par le fédéral pour les ethnies immigrantes émerge. La priorité est donnée aux immigrants du Commonwealth et de l'Europe du Nord, suivis d'un classement d'autres régions, l'Asie et l'Afrique recevant la moindre préférence. |
| 1962                            | Les politiques mises à jour abolissent le traitement préférentiel pour les candidats de Grande-Bretagne, de France ou des États-Unis, mettant plutôt l'accent sur le niveau d'éducation, les perspectives d'emploi et les qualifications professionnelles. |
| 1967                            | Toutes les politiques d'immigration discriminatoires sont éradiquées. |
| 1968                            | La crise de Saint-Léonard se produit lorsqu'un conseil scolaire de la banlieue de Montréal décide de remplacer les classes bilingues par un enseignement uniquement en français. Cette année marque également la création du premier ministère de l'Immigration du Québec (MIQ). |
| 1971                            | Le Canada donne son aval à sa politique du multiculturalisme. |
| 1975                            | Le Québec consacre la Charte des droits et libertés de la personne, plaçant les droits fondamentaux des citoyens au-dessus des autres lois. |
| 1977                            | La Charte de la langue française (Loi 101) est adoptée, liant l'intégration des immigrants à la langue publique prédominante de la province. |
| 1982                            | La Charte canadienne des droits et libertés est incorporée à la Constitution canadienne, le multiculturalisme étant un élément clé. |
| 1986                            | La Loi fédérale sur l'équité en matière d'emploi entre en vigueur, introduisant le terme « minorité visible » et obligeant les entreprises réglementées par le fédéral à assurer l'équité pour des groupes spécifiques, y compris les femmes, les minorités visibles et les communautés autochtones. |
| 1988                            | La Loi canadienne sur le multiculturalisme est adoptée. |
| 1990                            | L'Accord Gagnon-Tremblay–McDougall donne au Québec des droits exclusifs sur l'assimilation et la sélection des immigrants « indépendants ». De plus, le Québec adopte la Déclaration sur la politique d'immigration et d'intégration, mise à jour en 2004. Cette année voit également la crise d'Oka — un bras de fer de trois mois impliquant la nation mohawk et les gouvernements du Québec et du Canada concernant les droits fonciers. |
| 2005                            | Le « Plan d'action canadien contre le racisme » est approuvé par le fédéral. |
| 2006-2008                       | L'ère des « Accommodements raisonnables » commence. Le 8 février 2007, la Commission Bouchard-Taylor est inaugurée et publie son rapport final le 19 mai 2008. |
| Octobre 2008                    | Le Québec dévoile la politique « La diversité : une valeur ajoutée », visant à garantir la participation de tous les citoyens à la croissance du Québec en luttant contre la discrimination sur plusieurs fronts. |
| Septembre 2009                  | Le projet de loi 16, promouvant une action administrative en matière de diversité culturelle, est présenté mais rencontre immédiatement une opposition. |
| Source : Université de Montréal | |

### Écoles résidentielles au Québec auxXIXeetXXesiècles

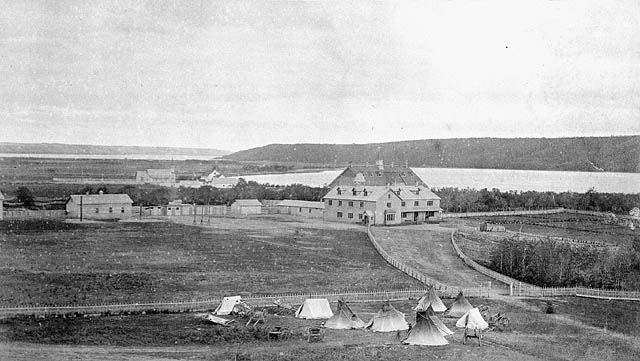
L'école indienne Qu'Appelle à Lebret, Assiniboia, Territoires du Nord-Ouest, vers 1885.

Dans le but de civiliser et christianiser les populations autochtones, un système d'« écoles industrielles » a été développé au XIXe siècle combinant des études académiques à des matières « plus pratiques ». Des écoles pour les peuples autochtones ont commencé à émerger dans les années 1840. À partir de 1879, ces écoles suivaient le modèle de l'École indienne de Carlisle en Pennsylvanie, dont la devise était : « Tuer l'Indien en lui et sauver l'homme. » On croyait que l'arme la plus efficace pour « tuer l'Indien » en eux était de retirer les enfants de leurs villages, donc les enfants autochtones étaient arrachés à leurs foyers, parents, familles, amis et communautés. La Loi sur les Indiens de 1876 conféra au gouvernement fédéral la responsabilité de l'éducation autochtone, et avant 1910, les écoles résidentielles étaient devenues la principale stratégie pour l'éducation autochtone ; le gouvernement fournissait des fonds à des groupes religieux tels que les églises catholiques, anglicanes, United Church et presbytériennes pour l'éducation autochtone. En 1920, la fréquentation devint obligatoire pour les autochtones et 74 écoles résidentielles étaient en fonctionnement à travers le pays.  
Le financement gouvernemental était souvent insuffisant, et les écoles fonctionnaient souvent comme des « entreprises autosuffisantes », où les « élèves travailleurs » étaient retirés des classes pour faire la lessive, chauffer le bâtiment ou effectuer des travaux agricoles. Les dortoirs étaient souvent mal chauffés et bondés, et la nourriture n'était pas suffisamment nutritive. Un rapport de 1907, commandé par les Affaires autochtones, a révélé que 15 écoles des prairies avaient un taux de mortalité de 24 %. En fait, un sous-commissaire des Affaires autochtones de l'époque a commenté : « Il est tout à fait réaliste de dire que cinquante pour cent des enfants qui sont passés par ces écoles n'ont pas bénéficié de l'éducation qu'ils y ont reçue. » Bien que le taux de mortalité ait diminué au fil des ans, la mort a continué à faire partie de la tradition des écoles résidentielles. L'auteur de ce rapport aux BNA, Dr. PH Bryce, a été par la suite écarté et a publié en 1922 un pamphlet qui qualifiait presque l'indifférence du gouvernement face aux conditions des Autochtones dans les écoles de'« homicide ».
Le système est connu pour être associé à des abus endémiques — émotionnels, physiques et sexuels —. Les punitions étaient souvent brutales et cruelles, parfois même mortelles. Les enfants avaient parfois des aiguilles piquées dans leurs langues pour avoir parlé dans leur langue maternelle, étaient forcés de manger leur vomissement s'ils étaient malades et leurs organes génitaux étaient inspectés.
La rafle des années 60 fait référence à la pratique canadienne, qui a débuté dans les années 1960 et s'est poursuivie jusqu'à la fin des années 1980, consistant à prendre (« ramasser ») des enfants des villages autochtones au Canada loin de leurs familles pour les placer en famille d'accueil ou en adoption.
La plupart des pensionnats ont fermé dans les années 1970, le dernier ayant fermé en 1996. Des poursuites pénales et civiles contre le gouvernement et les églises ont commencé à la fin des années 1980 et peu après la fermeture du dernier pensionnat. En 2002, le nombre de poursuites dépassait 10 000. Dans les années 1990, commençant par l'Église unie, les églises qui géraient les pensionnats ont commencé à présenter des excuses officielles. En 1998, le gouvernement canadien a publié la Déclaration de Réconciliation, s'engageant à hauteur de 350 millions CAD pour soutenir une stratégie de guérison communautaire afin de répondre aux besoins de guérison des individus, des familles et des communautés découlant de l'héritage des abus physiques et sexuels dans les pensionnats. Cet argent a été utilisé pour lancer la Fondation de guérison autochtone. En 2007, le gouvernement, les églises, l'Assemblée des Premières Nations et les organisations inuites ont conclu l'Accord de règlement des pensionnats indiens, reconnaissant les abus physiques et sexuels subis par les étudiants et établissant une Commission de vérité et de réconciliation pour documenter l'histoire et les impacts durables des écoles.
Au XIXe et XXe siècles, le Québec n'était pas exempt de la politique d'assimilation des populations autochtones du gouvernement fédéral canadien. Cette politique a activement promu le système de pensionnat indien, visant à intégrer les peuples autochtones dans la culture européenne-canadienne dominante.
Soutenues et parrainées par le Département des Affaires indiennes, les églises chrétiennes administraient ces institutions. En réalité, environ 150 000 enfants, soit 30 % de la population enfantine autochtone, étaient forcés de fréquenter ces écoles à travers le Canada, le Québec étant un emplacement significatif de ce système[Combien ?] jusqu'à sa dernière école en 1996.
La vision de « civiliser » et « christianiser » les populations autochtones a conduit à la création initiale d'« écoles industrielles » au XIXe siècle, combinant études académiques et compétences pratiques. Ces écoles étaient inspirées de modèles tels que l'école indienne de Carlisle en Pennsylvanie, qui avait pour devise révélatrice : « Tuer l'Indien en lui et sauver l'homme ». Cette approche impliquait de retirer les enfants autochtones de leurs familles et de leurs communautés, créant ainsi un fossé culturel et émotionnel.

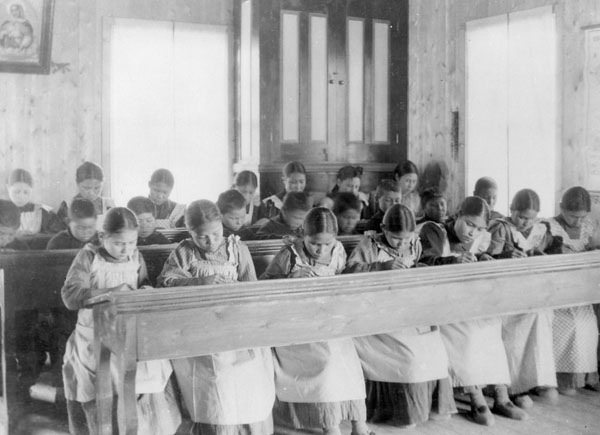
Les pensionnats avaient pour objectif d'éliminer la langue et la culture autochtones, les remplaçant par des croyances chrétiennes. Sur la photo, le pensionnat de Fort Resolution, NWT.

En 1876, la Loi sur les Indiens délégua l'éducation autochtone au gouvernement fédéral. En 1910, les pensionnats étaient devenus prédominants dans la politique d'éducation autochtone. Des organisations religieuses, dont les églises catholique, anglicane, Unie et presbytérienne, reçurent des fonds gouvernementaux pour gérer ces institutions. Au fur et à mesure que le XXe siècle progressait, ces écoles sont devenues obligatoires pour les enfants autochtones, avec des dizaines d'écoles en fonctionnement au Canada, dont 12 au Québec.
Cependant, la réalité de ces écoles était sombre. Les conditions y étaient souvent déplorables, avec des dortoirs surpeuplés, un chauffage insuffisant et une nourriture inadéquate. Les abus, tant physiques qu'émotionnels, étaient endémiques. Le traumatisme vécu par de nombreux enfants comprenait des punitions brutales, comme le fait de leur fixer des aiguilles à la langue pour avoir parlé leur langue maternelle ou de subir des inspections génitales invasives.
Au fil des ans, la reconnaissance des préjudices causés par ces écoles a commencé à émerger. À la fin des années 1980, les procès contre le gouvernement et les églises ont commencé à s'accumuler, culminant à plus de 10 000 plaintes en 2002. Pendant les années 1990, les églises ont commencé à s'excuser officiellement pour leur rôle dans le système des écoles résidentielles, et en 1998, le gouvernement canadien a publié la Déclaration de réconciliation.
Le Québec, comme le reste du Canada, a depuis œuvré pour faire face à ce sombre chapitre de son histoire. La Commission de vérité et réconciliation (2008-2015) a été créée pour documenter ces abus, et son rapport final a décrit le système des écoles résidentielles comme un « génocide culturel ». Bien que le passé ne puisse être changé, les actions actuelles et futures au Québec et dans tout le Canada visent à reconnaître, réconcilier et réparer les erreurs commises. De la fin du XIXe siècle jusqu'aux années 1990, de nombreux enfants autochtones[Combien ?] du Québec ont été envoyés dans des pensionnats dirigés par l'Église catholique. Ces institutions, faisant partie d'un réseau plus vaste au Canada, ont soumis les jeunes à des conditions déshumanisantes. Beaucoup[Combien ?] ont subi des abus physiques et sexuels. On estime qu'un nombre significatif[Combien ?] est décédé de malnutrition, de maladies, de mauvais traitements et de négligence.
Entre 1883 et 1996, 139 pensionnats financés par le Gouvernement fédéral et gérés par des groupes religieux ont fonctionné dans le pays. Ces centres ont été témoins de négligence, d'abus sexuels, de racisme et de violences physiques. On estime que plus de 6 000 enfants ont perdu la vie dans ces institutions. Le Premier ministre canadien Justin Trudeau a décrit l'assimilation forcée des mineurs autochtones dans ces pensionnats comme la « plus grande erreur » du Canada.
La récente découverte de plus de 1 200 tombes anonymes sur les terrains de ces anciennes institutions a choqué le monde, soulignant davantage l'urgence de reconnaître et de réparer ces faits historiques.

### Ère contemporaine
Le concept de racisme systémique fait référence aux structures et politiques qui, intentionnellement ou non, créent des inégalités ou discriminations basées sur la race. Il existe des rapports et études suggérant une discrimination dans divers secteurs, tels que l'emploi, le logement et le système judiciaire. Par exemple, la Commission Viens a examiné les relations entre les peuples autochtones et les services publics au Québec et a trouvé des preuves de discrimination. En 1988, la Commission des droits de l'homme du Québec a lancé une enquête publique sur des allégations de traitement discriminatoire et de comportements racistes par la police envers les minorités visibles et ethniques. Cette action a été le résultat de tensions croissantes entre les communautés noires et les services de police, marquées par des interventions, des arrestations, et tragiquement, la mort de jeunes individus lors d'opérations policières.
Le rapport final a proposé des recommandations visant à aborder les situations et pratiques ayant des impacts discriminatoires et permettant aux décideurs de s'adapter à la nouvelle réalité d'une société désormais multiethnique. L'objectif principal était de créer des conditions favorisant l'amélioration des relations entre les forces de l'ordre et une société fondée sur les droits de l'homme, en particulier en matière de droits à l'égalité, quelles que soient l'origine ethnique.Trois ans après la publication de ce rapport, et à la suite d'une recommandation du coroner après la mort d'un jeune individu noir, un groupe de travail a été créé pour étudier les relations entre la communauté noire et la police de la ville de Montréal. Ce comité a présenté son rapport en décembre 1991.

#### Référendum du Québec de 1995

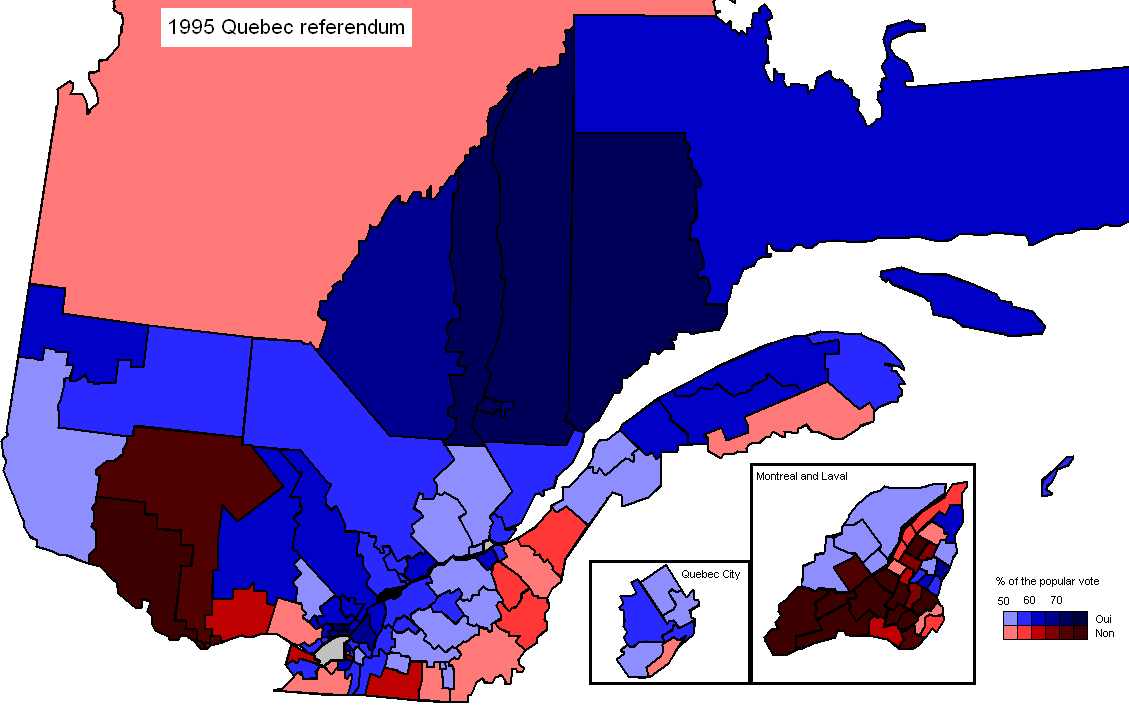
Résultats par districts. En tons bleutés, le « oui » ; en tons rougeâtres, le « non ».

Le référendum de 1995 au Québec est reconnu comme un moment crucial dans l'évolution du discours politique. À la suite du rejet étroit de la proposition d'indépendance du Québec, le Premier ministre de l'époque, Jacques Parizeau, a choqué beaucoup en attribuant la défaite à « C'est vrai, nous avons été battus, mais par quoi ? Par l'argent et les votes ethniques, essentiellement. Et, si moi, j'avais eu le goût de la défaite, bien sûr, qu'est-ce que je vous aurais dit ! Mais je n'ai pas le goût de la défaite parce que ça va nous obliger à dire 'non' à ce que nous sommes fondamentalement. », une déclaration qui a profondément marqué la communauté immigrante et les minorités ethniques du Québec.

#### Politiques anti-racistes au Québec (1990-2010)
Les discussions sur le racisme et la discrimination étaient largement absentes du discours formalisé au Québec. Les communications gouvernementales officielles, comme la « Politique d'immigration et d'intégration » de 1990 et la « Politique d'intégration éducative et interculturelle » de 1998, abordaient à peine le racisme. Dans ces documents, la question était plus présentée comme un éventuel écart de conduite individuel plutôt que comme un problème systémique répandu. Le projet de loi 112 du Québec, également connu sous le nom de législation anti-pauvreté, ainsi que la Stratégie nationale de lutte contre la pauvreté et l'exclusion sociale, reconnaissaient les 'immigrants' et les 'minorités visibles' comme des populations susceptibles. Cependant, ces documents n'exploraient pas l'interaction sociologique entre le racisme, la discrimination, les disparités sociales et l'exclusion.
Traditionnellement, il y avait une hésitation au Québec à aborder directement le sujet du racisme. Les réactions institutionnelles à de tels problèmes ont été incohérentes et parfois non-engagées. Pour la plupart, les organismes gouvernementaux du Québec ne réagissaient au racisme que lorsqu'il culminait en tensions raciales accrues ou en altercations physiques. À l'été 2006, une commission a été créée par le gouvernement québécois pour se pencher sur les questions de racisme et de discrimination. Des consultations publiques ont été lancées sur la base d'un document intitulé Vers une politique gouvernementale de lutte contre le racisme et la discrimination, une continuation régionale du Plan d'action canadien contre le racisme de 2005. Ce n'est qu'après les travaux de la Commission Bouchard-Taylor, officiellement connue sous le nom de Commission de consultation sur les pratiques d'accommodement reliées aux différences culturelles, qu'une politique gouvernementale officielle dans ce domaine a vu le jour. En novembre 2008, le gouvernement libéral du Québec a dévoilé «La diversité : une valeur ajoutée : politique gouvernementale pour promouvoir la participation de tous au développement du Québec». Cette politique englobait un large éventail d'initiatives, allant de l'éducation, la prévention, la mobilisation institutionnelle, le soutien aux victimes, à la lutte contre les agressions racistes.
Visant à exécuter certains aspects du plan d'action susmentionné, en septembre 2009, la ministre de l'Immigration, Yolande James, a présenté le projet de loi 16. Cette législation a ravivé le débat en cours sur « l'accommodement raisonnable ». Cependant, la progression du projet de loi a été interrompue indéfiniment. Un autre défi majeur concerne le concept de « profilage racial », en particulier dans les interactions entre les forces de l'ordre et certaines communautés racialisées. Un incident notable s'est produit à l'été 2008 à Montréal Nord. Un affrontement entre la police et les habitants a conduit à la fusillade mortelle d'un jeune Latino, déclenchant ainsi des troubles dans la région. Cela a conduit la Commission des droits de la personne et des droits de la jeunesse (cdpdj) à lancer des consultations publiques sur le profilage racial. La cdpdj a déclaré avoir traité environ 60 plaintes provenant de tout le Québec et présenté environ 10 de ces cas au Tribunal des droits de la personne. Les rapports issus de ces consultations sont attendus pour inciter le gouvernement à élaborer une politique plus précise et éventuellement une nouvelle législation pour contrer le racisme.

### Visite du Pape François
La visite de Francisco au Québec a été marquée par le désir de l'Église de s'excuser auprès des peuples autochtones pour les abus commis dans les institutions catholiques. Dans un message, le Pape a déclaré : « Je demande pardon pour la manière dont de nombreux membres de l'Église et des communautés religieuses ont collaboré, y compris par indifférence, à ces projets de destruction culturelle et d'assimilation forcée. »
Ce message a eu un grand écho au Québec, où l'histoire des pensionnats et la relation avec les peuples autochtones ont laissé de profondes cicatrices. Les paroles du Pape ont marqué pour certains un moment d'espoir dans le processus de réconciliation et de guérison entre l'Église et les communautés autochtones du Québec.

#### Réactions
Pendant sa visite, les survivants et les descendants des victimes ont exprimé leur espoir d'un geste de condamnation plus fort de la part du leader de l'Église catholique. Des demandes ont été formulées pour le retour d'objets d'art autochtones détenus au Vatican et pour l'ouverture des archives des pensionnats. Lors d'une cérémonie au sanctuaire national de Sainte-Anne-de-Beaupré, une bannière a appelé à l'annulation de la « doctrine de la découverte ». Le lendemain, lors de son homélie à la cathédrale Notre-Dame de Québec, Francisco a dénoncé l'idée de supériorité culturelle et de colonialisme.
Malgré les efforts de réconciliation, certaines figures, comme Kilikvak Kabloona, présidente d'une organisation autochtone, ont souligné que les excuses du Pape n'étaient pas suffisamment complètes car elles n'abordaient pas directement les « abus sexuels » subis par les autochtones au Québec.

## Double condition de minorité et de majorité chez les francophones
Historiquement, la relation entre le Québec et le reste du Canada a vu le racisme évoluer, en particulier en raison du passage des francophones du Québec d'une minorité (Canadiens français) à une majorité (identifiés comme Québécois). La tension persistante entre les Canadiens francophones et anglophones a façonné les relations interethniques, souvent structurées de manière hiérarchique, connues sous le nom de 'mosaïque verticale'. La dynamique entre ces deux groupes essentiels, parfois teintée de néo-racisme, a considérablement influencé leur position sur l'immigration et les questions autochtones.
Dans le contexte du Québec des années 1960, où les divisions ethniques et sociales séparaient les francophones des anglophones, certains Canadiens français avaient des réserves envers les immigrants. Ces immigrants, visant la mobilité sociale ascendante, s'assimilaient principalement à la communauté anglophone. À cette époque, les anglophones dominaient les sphères économiques de Montréal, occupaient des emplacements résidentiels privilégiés et avaient une présence notable à travers le Canada. Ils ont également mis en place des systèmes complets pour assimiler les immigrants dans leur communauté. Les Canadiens français, se considérant comme une 'minorité' opprimée, voyaient l'immigration comme une menace imminente mal gérée par le gouvernement québécois. Le Québec a donc cherché à jouer un rôle actif dans la sélection et l'intégration des immigrants dans la majorité francophone, envisageant l'immigration comme un outil pour compenser le déclin démographique et linguistique des francophones en Amérique du Nord.
Par la suite, le passage des francophones à un statut de 'majorité' a orienté un discours civique et interculturel dominant sur l'assimilation des immigrants dans la communauté majoritaire. Avec l'ascension du Parti Québécois en 1976, la rhétorique normative a commencé à s'éloigner de ses tons autrefois combatifs et anti-impérialistes. À la fin des années 1980, marquée par l'avènement du néolibéralisme, les discours analysant de manière critique les dynamiques de pouvoir oppressives ont pratiquement disparu. L'accent est passé de la mise en évidence des 'relations oppressives' subies par les factions minoritaires (y compris les Canadiens français francophones historiquement marginalisés) à l'assimilation de ces minorités dans la nouvelle majorité francophone. Le récit de l'émancipation des minorités s'est transformé en un récit d'affirmation nationale majoritaire.Entre les années 1980 et 2006, le racisme, en tant que sujet, est devenu notablement absent des dialogues normatifs du Québec, n'apparaissant que sporadiquement dans les politiques officielles. Pendant une longue période, reconnaître la présence du racisme à travers des positions publiques revenait à admettre l'échec du modèle d'assimilation québécois. Cependant, le discours sur « l'accommodement raisonnable » (2006-8) a souligné les impacts négatifs des dynamiques Québec-Canada sur le traitement des minorités ethniques.
Ce discours sur « l'accommodement raisonnable », persistant pendant deux ans dans les médias québécois, a mis en évidence les répercussions des dynamiques de pouvoir entre le Québec et le Canada sur le traitement des minorités ethniques. Le débat a révélé des perceptions prédominantes parmi les habitants de Montréal et d'autres régions du Québec, mettant en lumière certaines lacunes dans leur compréhension des réalités de l'immigration, ainsi que des initiatives orientées vers l'intégration et les droits de l'homme.

## Discrimination systémique à l'encontre des peuples autochtones au Québec

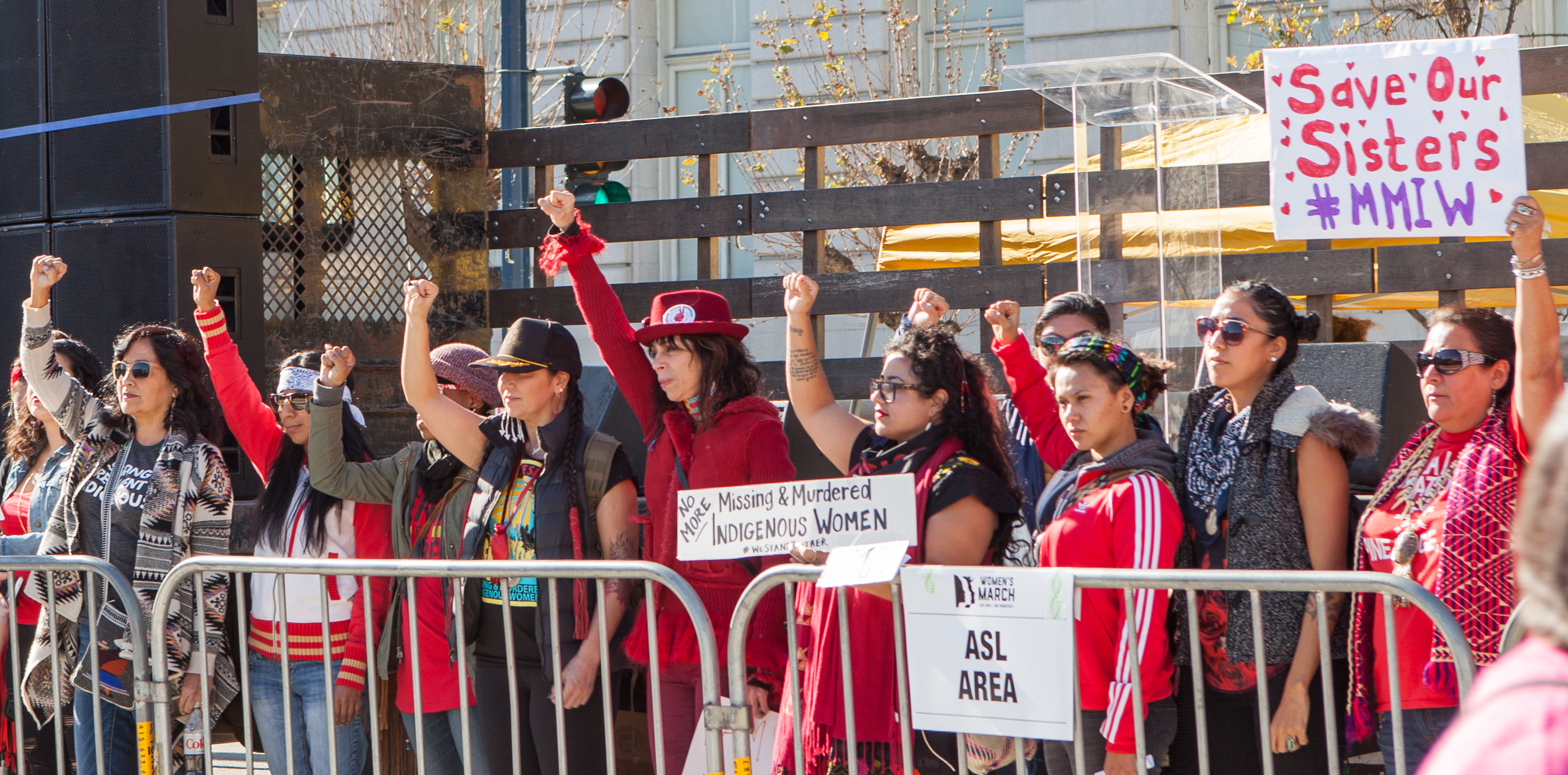
Des activistes pour les femmes autochtones disparues et assassinées (MMIW) lors de la Marche des femmes 2018

Au Québec, la question de la discrimination à l'encontre des communautés autochtones a fait l'objet d'une analyse approfondie. Les données du Centre canadien de la statistique juridique montrent que, bien que les peuples autochtones représentent environ 3 % de la population générale, ils constituent 19 % des détenus fédéraux. De plus, entre 1997 et 2000, la probabilité qu'une personne autochtone soit accusée d'homicide était dix fois plus élevée par rapport aux individus non autochtones. Malgré ces chiffres alarmants, ils ne représentent qu'une fraction du problème plus vaste.
Beverly Jacobs, présidente de l'Association des femmes autochtones du Canada, suggère que les séquelles de la colonisation et des générations de discrimination, de pauvreté et d'abus ont conduit de nombreux membres de la communauté autochtone à entrer en conflit avec le système judiciaire. Ed McIsaac, du Bureau de l'enquêteur pour les institutions pénales au Canada, est d'accord avec cette perspective, soulignant comment les conditions socioéconomiques influencent l'éducation, la santé et l'emploi, poussant davantage de personnes dans le système judiciaire.
Au-delà des problèmes sociaux et économiques, il existe une discrimination manifeste au sein du système judiciaire à l'encontre des peuples autochtones. M. McIsaac déclare qu'il existe des preuves de discrimination systémique dans l'administration de la justice. Selon le Conseil des droits de l'homme des Nations unies, la discrimination n'a pas besoin d'être intentionnelle pour être considérée comme telle. Les préjugés contre les peuples autochtones, qu'ils soient le fait de la police ou des juges, peuvent entraîner une discrimination, même si elle n'est pas délibérée. En 2005, le Comité des droits de l'homme des Nations unies a exhorté le Canada à remédier aux violations des droits de l'homme, en particulier à l'encontre de la population autochtone. De plus, le Comité des Nations unies sur l'élimination de la discrimination raciale a exprimé des préoccupations similaires, se concentrant sur les inégalités dans le système judiciaire. Au niveau national, le Canada a commencé à mettre en œuvre des solutions. La politique de police des Premières Nations, lancée en 1992, vise à donner aux communautés autochtones davantage de contrôle sur la police sur leurs terres. De plus, le gouvernement a créé des comités et commissions pour répondre aux problèmes rencontrés par les peuples autochtones et a commencé à adapter ses politiques pour être plus inclusif.
Au Québec, une étude ethnographique réalisée à Sept-Îles entre 2005 et 2009 met en évidence des pratiques et discours racistes à l'encontre des Innu qui ne correspondent pas à un système cohérent et unifié mais à des logiques diverses et contradictoires. Ainsi, les lois et les politiques publiques traitent les peuples autochtones avec des positions racialistes et sont donc assimilables à une « sorte de racisme d'État ». Selon l'étude, le désir d'exterminer les peuples autochtones persiste, mais s'exprime à la fois par un désir explicite d'assimilation, basé sur une idéologie universaliste - où l'on retrouve un certain évolutionnisme - et par un relativisme absolu, qui confine les peuples autochtones à une culture immuable, les excluant du monde contemporain. Ainsi, « les Innu sont maintenus dans des emplois précaires et mal rémunérés en raison de la prétendue faute de leur « culture » étrangère au travail salarié».

### Joyce Echaquan

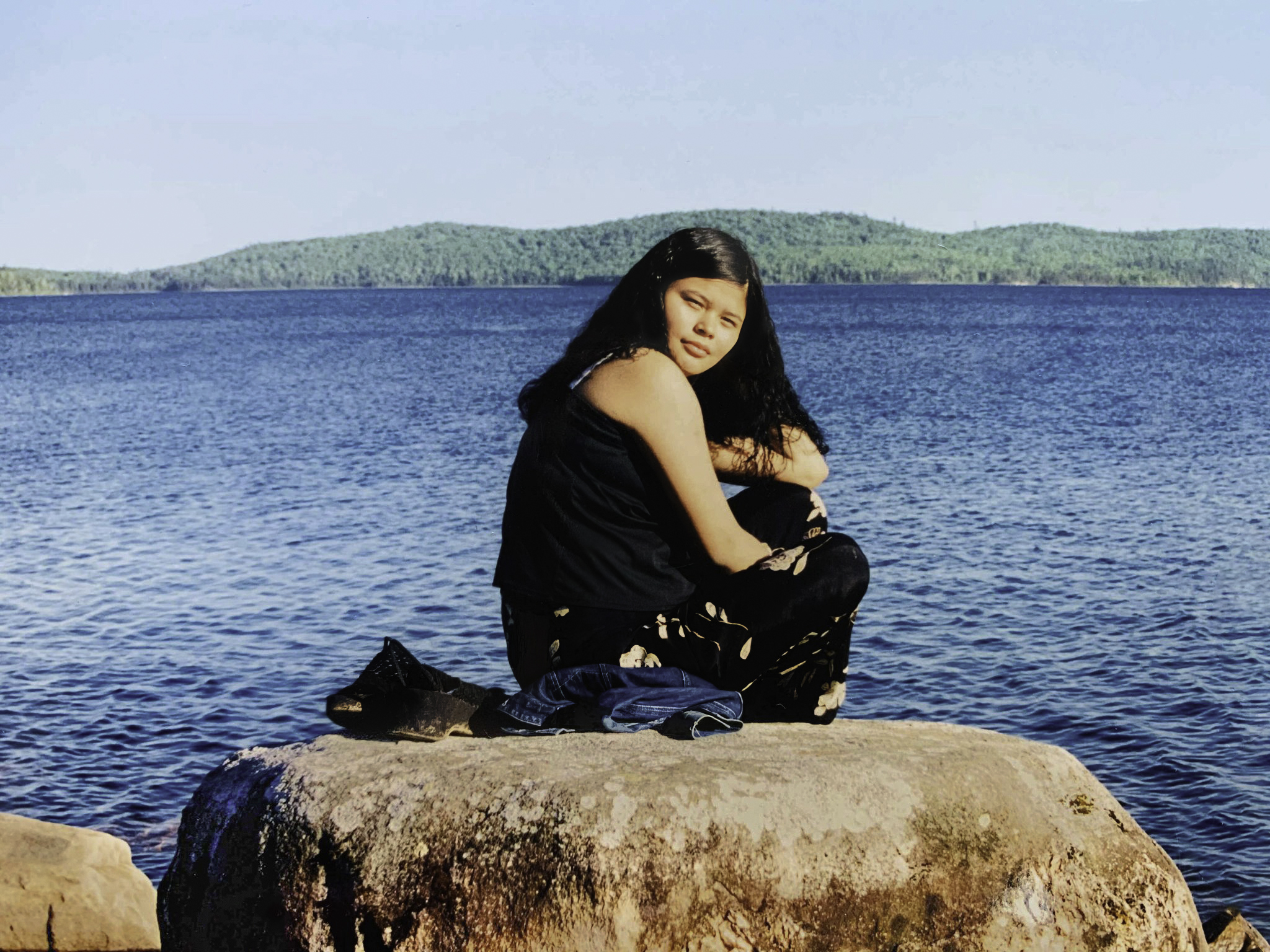
Joyce Echaquan en 1999.

En 2020, une vidéo enregistrée par la victime elle-même a montré du personnel hospitalier dans la ville de Joliette, au Québec, se moquant de Joyce Echaquan, une femme autochtone Atikamekw, et lui adressant des commentaires sexistes. Elle est décédée peu après. Des dirigeants autochtones ont décrit cette vidéo comme révélant les tristes réalités du racisme systémique longtemps ignoré ou réprimé à travers le Canada.
Joyce Echaquan a été admise à l'hôpital de Joliette le 27 septembre 2020 pour de fortes douleurs abdominales. Trois jours plus tard, de son lit d'hôpital, elle a enregistré une vidéo où on peut l'entendre appeler à l'aide tout en hurlant de douleur. Dans l'enregistrement, on peut entendre les voix de deux employés de l'hôpital insultant Echaquan, la traitant de « stupide » et suggérant qu'elle « serait mieux morte ». Echaquan est décédée peu après avoir arrêté l'enregistrement.
La vidéo est devenue virale et a déclenché une manifestation rassemblant des milliers de personnes dans la capitale provinciale du Québec. Les manifestants ont réclamé « Justice pour Joyce » et dénoncé le racisme existant dans le système de santé. François Legault, Premier ministre du Québec, a reconnu que, bien qu'il ne croie pas à l'existence d'un racisme systémique au Canada comme aux États-Unis, ce cas représente un problème de racisme qui doit être traité.

### Reconnaissance du racisme systémique
Le 16 mars, une pétition adressée au gouvernement québécois a été présentée dans la salle Bleue de l'assemblée provinciale par la présidente des Femmes autochtones du Québec, Marjolaine Étienne. À ses côtés se trouvaient le chef de l'Assemblée des Premières Nations du Québec et du Labrador, Ghislain Picard, et le chef communautaire des Atikamekw de Manawan, Sipi Flamand. La co-porte-parole du parti Québec Solidaire, Manon Massé, a officiellement présenté le document reconnaissant le racisme systémique et la discrimination envers les peuples autochtones, en particulier les femmes et les filles.
Ce principe, inspiré par la mort tragique de Joyce Echaquan à l'hôpital de Joliette en 2020 à la suite d'un traitement raciste, plaide pour garantir un accès égal pour les peuples autochtones aux services de santé et sociaux, tout en reconnaissant simultanément les connaissances traditionnelles et actuelles de la communauté autochtone. Avec plus de 4 000 signatures, la pétition a recueilli un soutien significatif. Sipi Flamand a souligné l'importance de reconnaître et de traiter ces problèmes pour améliorer les conditions sociétales. Malgré la pression croissante, notamment à la suite du rapport sur la mort d'Echaquan, le Premier ministre Legault a nié l'existence du racisme systémique au Québec. Le Premier ministre Legault et certains membres de son cabinet ont exprimé leur scepticisme quant à la prévalence du racisme systémique au Québec. Ils ont soutenu que cette terminologie pouvait être source de divisions et que reconnaître le racisme systémique pourrait être perçu comme une attaque contre l'identité québécoise.

#### Réponse
Avec plus de 4 000 signataires et un soutien nettement plus grand qu'attendu, selon Marjolaine Étienne, cette pétition représente un puissant appel à l'action. Selon Sipi Flamand, il est essentiel de reconnaître ces problèmes pour améliorer les conditions sociales. Malgré les efforts précédents pour obtenir la reconnaissance gouvernementale du racisme systémique, le Premier ministre Legault a constamment nié son existence au Québec. Toutefois, à la suite du rapport de la juge Gehane Kamel sur la mort d'Echaquan, les organisations autochtones ont intensifié la pression sur le gouvernement.

### Missionnaires Oblats de Marie Immaculée au Québec
En novembre 2023, la Cour supérieure du Québec, présidée par le juge Thomas M. Davis, a approuvé un recours collectif contre les Missionnaires Oblats de Marie Immaculée. Cette action judiciaire, lancée en mars 2018, exige que la congrégation catholique reconnaisse et répare les agressions sexuelles commises par plusieurs de ses membres sur des enfants autochtones entre 1940 et 2018.
La congrégation religieuse, fondée en France en 1816, est présente au Canada depuis 1841. Le recours collectif regroupe 203 individus des peuples Innu, Atikamekw et Anishinaabe, qui ont été victimes d'abus dans la région de la Côte-Nord du Québec. 39 membres des Oblats ont été identifiés comme agresseurs.
Noëlla Mark, résidente de la communauté Unamen Shipu, mène ce recours collectif. Selon les documents judiciaires, Mark affirme avoir été victime à plusieurs reprises d'abus sexuels par Alexis Joveneau, une autorité éminente des Oblats dans la région pendant des années. Au total, 68 autres individus ont identifié Joveneau comme leur agresseur. Joveneau, originaire de Belgique, a vécu au Canada de 1953 jusqu'à sa mort en 1992. Magalie Lapointe et David Prince ont publié un livre en 2019 intitulé Le Diable de la Côte-Nord, documentant les témoignages des victimes de Joveneau et révélant d'autres abus commis par le prêtre, dont les déplacements forcés et l'exploitation du travail.

### Stérilisations forcées
Au XXe siècle, le mouvement eugéniste s'est développé au Canada, utilisant la stérilisation forcée comme méthode pour contrôler les populations autochtones, parallèlement à la Loi sur les Indiens de 1876. Des médecins non-autochtones travaillaient dans le système de santé établi pour la population autochtone et étaient encouragés à pratiquer des stérilisations comme forme de planification familiale. Des années 1960 aux années 1980, le taux de natalité autochtone est passé de 47 % à 28 %, et les lois sur la stérilisation ont commencé à être abrogées à la fin des années 1970. Cependant, des femmes autochtones ont signalé des cas de stérilisation forcée aussi récemment qu'en 2018. L'avocate Alisa Lombard a dirigé plusieurs recours collectifs au nom de ces femmes autochtones avec le soutien du Centre de Ressources en Justice Internationale (IJRC). L'IJRC a souligné que l'ampleur de la stérilisation à l'époque moderne est inconnue en raison du manque de recherches approfondies. Après avoir été publiquement interrogé par l'ONU sur son implication, le gouvernement canadien s'est engagé à partager toute documentation sur ces événements en sa possession.
Au Québec, un juge a approuvé une action collective de femmes de la Première Nation Atikamekw contre trois médecins accusés d'avoir pratiqué des stérilisations sans leur consentement. Ce procès souligne une préoccupation plus large concernant le traitement et la discrimination systématique envers les femmes autochtones au Canada.
Contexte : L'action collective a été déposée par deux femmes Atikamekw représentant toutes les femmes de leur communauté qui prétendent avoir été stérilisées sans leur connaissance ou leur consentement. Les déclarations indiquent qu'au moins l'une des femmes a subi la procédure sans préavis, tandis qu'une autre a cédé sous la pression d'un médecin. En raison de la gravité des allégations, les noms des femmes et des médecins n'ont pas été divulgués dans le jugement.
Les femmes impliquées dans le procès soutiennent que ces stérilisations forcées ont non seulement violé leurs droits, mais ont également été effectuées dans un cadre de discrimination raciale et systématique. Les victimes considèrent ces actes comme une forme de racisme ayant eu un impact profond sur leur vie et celle de leurs proches. Elles réclament une indemnisation pour les souffrances causées, bien que le montant exact n'ait pas encore été spécifié.
Bien que l'action en justice visait à l'origine aussi le conseil de santé supervisant l'hôpital où les stérilisations ont eu lieu, le juge Lukasz Granosik n'a autorisé des actions judiciaires que contre les trois médecins directement impliqués, dont l'un est décédé en 2019.
Une étude académique menée l'année dernière a révélé que, depuis 1980, au moins 22 femmes autochtones et Inuit au Québec ont été stérilisées sans leur consentement. Il est important de noter que les allégations présentées dans cette action collective n'ont pas encore été prouvées devant un tribunal.

## Intolérance religieuse

### Islamophobie et attaque de la mosquée du Québec

#### Liens entre islamophobie et racisme

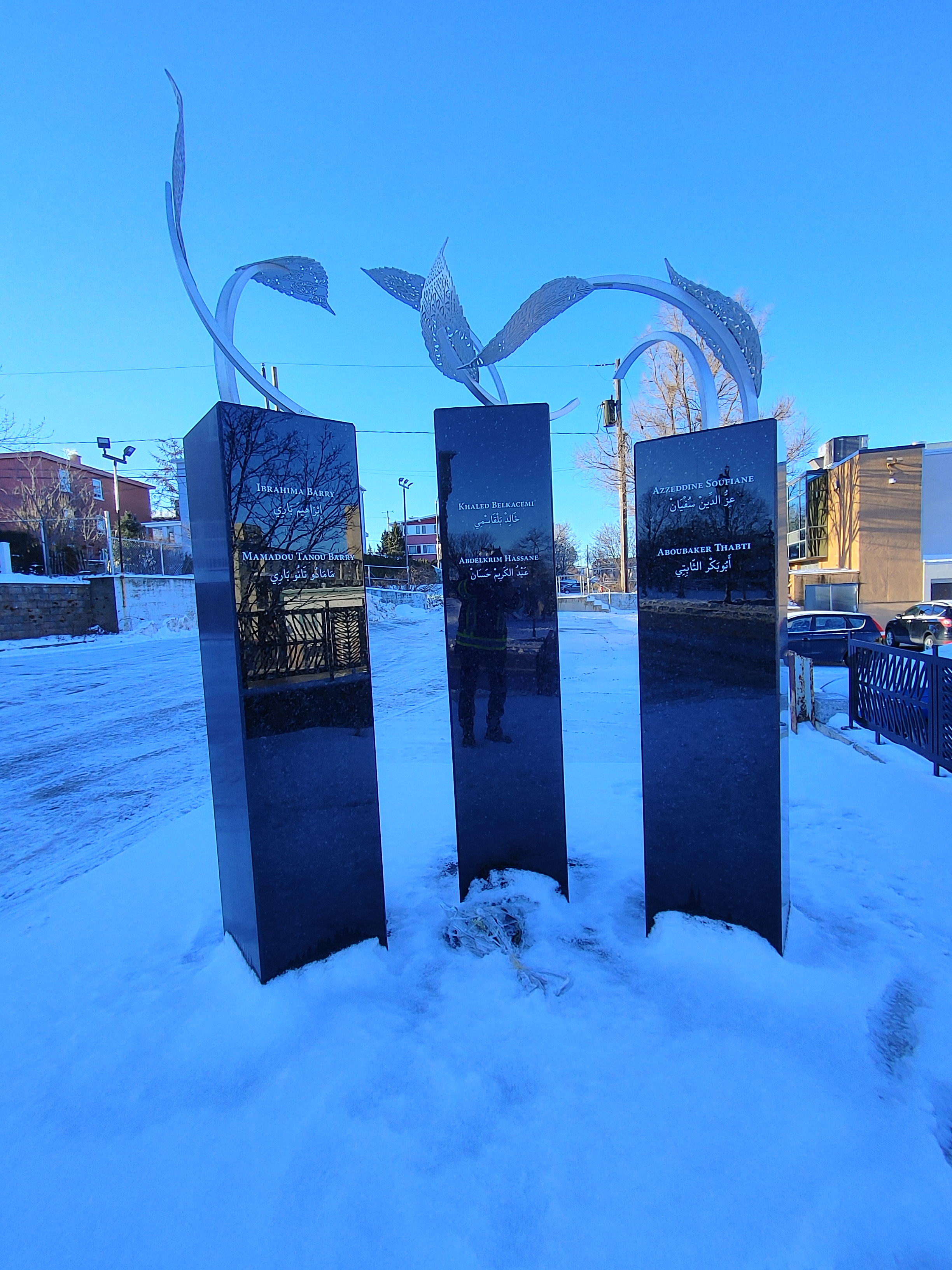
Hommage aux victimes de la fusillade de Québec de 2017

Selon l’Observatoire international sur le racisme et la discrimination l’islamophobie serait en progression au Québec (en 2013). Georges Leroux, professeur émérite au Département de philosophie à l’Université du Québec à Montréal, définit l’islamophobie comme une forme de racisme hostile à l’égard des comportements religieux. Elle est fondée sur une confusion entre islamisme politique et la culture musulmane ; «l’islam, doublé d’une représentation de l’arabe comme personne irrationnelle, est ainsi décrié comme porteur d’une culture archaïque, mêlant la soumission des femmes à la violence autoritaire des hommes».

### Loi 21: Interdiction des symboles religieux
La loi 21, Loi sur la laïcité de l'État, est une loi adoptée par le Parlement du Québec en 2019 afin d'affirmer la laïcité de l'État québécois. Elle consacre les principes de la séparation de l'État et des religions, la neutralité religieuse de l'État, l’égalité de tous les citoyens et citoyennes, ainsi que la liberté de conscience et la liberté de religion auxquelles les institutions relevant du Québec doivent se conformer.
La loi interdit à certains employés du secteur public en position d'autorité de porter des symboles religieux, tels que le hijab, les kippas, et les turbans sikhs, dans l'exercice de leurs fonctions. Cette loi est controversée. Dans un jugement rendu en avril 2021, la Cour supérieure du Québec a déterminé que certaines parties de la loi 21 sont contraires à la constitution du Canada, notamment la Charte canadienne des droits et libertés. La législation a été jugée contraire à l'article 23, qui garantit les droits à l'éducation pour les minorités, et à l'article 3, qui définit le droit de siéger à l'assemblée législative provinciale. Malgré cette décision, la majeure partie de la loi reste en vigueur, interdisant aux employés du secteur public dans des rôles d'autorité, comme les enseignants et les procureurs de l'État, d'afficher des symboles religieux au travail.
La loi 21 provoque un débat au Québec - mais aussi au Canada anglais - qui fait intervenir les thèmes de l'islamophobie et du racisme d'Etat,,.

#### Arguments en faveur de la loi
Certains partisans de la loi réfutent l'accusation de racisme en rappelant qu'une religion n'est pas une « race ». Comme la loi est soupçonnée de viser un groupe - les musulmans - ses défenseurs soulignent le fait qu'elle ne mentionne aucune religion en particulier. La loi, ajoutent-il, n'interdit pas de pratiquer la religion, mais interdit seulement des signes religieux. Le politologue André Lamoureux explique que la loi ne saurait être raciste étant donné que des pays d'origine de certains musulmans québécois interdisent aussi la burqa, comme le Maroc en 2017, et en 2019 le Sri Lanka (qui interdit aussi le niqab). A. Lamoureux affirme la nécessité de distinguer d'une part le racisme, c'est-à-dire le fait d'être par exemple « antimusulman, antisémite » ou « anti-Noir », et, d'autre part, la séparation de la religion et de l’État, qui s'inscrit dans une politique démocratique, et garantit la liberté de conscience des citoyens. Daniel Baril, anthropologue et président du Mouvement laïque québécois, rappelle aux militants antiracistes défavorables à la laïcité qu'« ils lui doivent leur liberté d'expression ».

#### Arguments contre la loi
La Ligue des droits et libertés  est critique à l'égard de la loi sur la laïcité qu'elle analyse à la lumière du concept de racisme systémique - un racisme culturel, sans race au sens biologique du terme. Dans un rapport officiel adressé à la Commission des institutions dans le cadre des consultations sur le projet de loi 21, elle souligne le fait que « les débats sur la laïcité au Québec ont trop souvent pour conséquence de cibler et d’exclure certains groupes, en particulier les personnes racisées ». Elle considère la loi comme une violation de la liberté de conscience, de la liberté de culte et de la liberté d'expression, et comme une menace contre le droit au travail des femmes musulmanes désireuses de porter le voile. Dans un chapitre d'ouvrage consacré à la loi 21, Vincent Romani, professeur de science politique, réfute lui aussi la définition du racisme restreinte à la race au sens biologique, et parle de racisme religieux. La loi sur la laïcité lui paraît neutre en apparence seulement, mais elle serait raciste par les conséquences qu'elle entraîne : l'exclusion de femmes musulmanes des établissements étatiques. Il compare la loi 21 aux lois racistes dites « Jim Crow » aux Etats-Unis, dont les textes, pour la plupart, ne mentionnaient pas les Noirs, mais dont les effets furent tels (favorisant la ségrégation des Noirs) qu'ils sont considérés aujourd'hui comme des textes racistes. La loi 21 serait elle aussi colorblind, « aveugle à la race » - la race étant considérée ici comme une construction sociale.
L'Encyclopédie canadienne définit l'islamophobie comme une haine religieuse mais aussi comme une « croyance raciste » et cite une étude établissant « un lien entre les propositions politiques sur la laïcité, comme la Charte des valeurs et la Loi sur la laïcité de l’État, et l’augmentation des crimes haineux » à l'encontre des femmes musulmanes.

## Racisme anti-Noirs

### Système de santé
En 2023, un rapport soumis à l'ONU met en lumière le racisme anti-Noir au Québec notamment dans le milieu de la santé. Ce document d'enquête fait partie de l'examen périodique universel du Canada, un processus qui évalue l'adhésion d'un pays aux normes des droits de l'homme. Pour illustrer cette situation du Canada mise en lumière par le rapport, CTV News publie le témoignage d'Eding Mvilongo, qui compte 12 années d'expérience dans le domaine de l'anesthésiologie, mais qui pendant la majeure partie de cette période — plus d'une décennie — n'a travaillé avec aucun de ses pairs noirs.
Eding Mvilongo indique que, concernant les postes de gestionnaires des hôpitaux et cliniques de Laval, il y a encore moins de personnes noires. Selon elle, ce déséquilibre manifeste peut engendrer du scepticisme envers le système de santé. Elle indique : « Les cours académiques et les séminaires en ligne peuvent transmettre des connaissances, mais la véritable compréhension découle des expériences vécues de ces réalités ».
En 2020, les conclusions de l'Agence de santé publique du Canada ont souligné le consensus émergent selon lequel « le racisme est un facteur influent qui conduit à des inégalités de santé parmi les Canadiens racialisés ». La rareté ou l'absence totale de leaders noirs dans des rôles essentiels en témoigne, comme on peut le voir tant au niveau institutionnel que sociétal.
Une récente recherche menée en partenariat avec la clinique de défense des droits de l'homme de l'UQAM (Université du Québec à Montréal) suggère qu'une grande partie du problème réside dans la réticence du Québec à reconnaître la présence du racisme systémique. L'artiste et le défenseur des droits Ricardo Lamour a postulé : « Le refus d'admettre le problème entrave intrinsèquement la génération de solutions viables ».
Ce rapport d'enquête énumère 31 recommandations couvrant les domaines de la santé, de la sécurité et de la migration. Dans le contexte des immigrants noirs, l'étude a révélé des constatations troublantes : « Des fonctionnaires du système d'immigration canadien ont exprimé des préoccupations concernant la prévalence de notions et de stéréotypes racistes ancrés, dépeignant des individus comme « malhonnêtes ou peu fiables ». » Ces fonctionnaires soulignent que de tels préjugés profondément ancrés peuvent « influencer les évaluations de cas ». Lamour a souligné : « De telles idées préconçues peuvent entacher tout le processus d'évaluation de l'immigration pour un individu ».
De plus, il a été souligné que ces stéréotypes peuvent également affecter ceux qui demandent des visas étudiants. L'activiste de l'immigration Rivka Augenfeld a fait remarquer que les algorithmes qui décident qui obtient un visa sont biaisés. « Il y a donc une discrimination intégrée au programme, ce n'est donc même pas une personne qui décide qu'une personne d'Afrique devrait se voir refuser un visa étudiant », a-t-elle déclaré.
Augenfeld, Lamour et d'autres espèrent que la situation du Québec sera un sujet central lors de la révision des droits de l'homme du Canada en novembre.

### Décès d'Anthony Griffin
Vers 6h30 du matin, un chauffeur de taxi appelle le Service de police de la Communauté urbaine de Montréal car son passager, Anthony Griffin, un jeune anglophone noir de 19 ans d'origine jamaïcaine, originaire de Sainte-Dorothée, n'a pas payé la course de 27 dollars. Les officiers Allan Gosset et Kimberley Campbell sont dépêchés sur les lieux. Après une vérification informatique, Allan Gosset découvre qu'Anthony Griffin a un mandat d'arrêt pour des faits d'effraction. Les officiers le détiennent, le fouillent, et l'emmènent au poste de police 15, sans le menotter. Dans le parking du commissariat, Allan Gosset ouvre la porte de la voiture, et Anthony Griffin s'enfuit. Allan Gosset lui ordonne de s'arrêter. Anthony Griffin s'arrête à six ou sept mètres de l'officier. Allan Gosset ordonne à Anthony Griffin de se retourner. Quand il le fait, Allan Gosset lui tire une balle dans le front du côté droit, le tuant.
Roland Bourget, directeur du Service de police de la Communauté urbaine de Montréal, suspend immédiatement Allan Gosset, âgé de 38 ans et comptant 16 ans de service. Un jury acquitte Allan Gosset le 11 mai 1988. Cette décision provoque une série de manifestations contre la brutalité policière et le racisme. La communauté noire de Montréal a été profondément affectée par cet événement.

### 1982-1984: Discrimination dans l'industrie du taxi à Montréal
Deux vagues d'immigration haïtienne ont marqué l'histoire du Québec. La première, entre 1968 et 1972, a principalement attiré des professionnels et des universitaires fuyant la dictature de Duvalier. Leur formation et leurs compétences répondaient aux besoins du Québec dans des domaines tels que l'éducation et la santé. La deuxième vague, de 1973 à 1980, était différente. Elle a attiré des ouvriers et des travailleurs, plus ruraux et moins éduqués. Beaucoup ont trouvé un emploi dans les usines ou l'industrie du taxi, faisant face à des conditions de travail difficiles et des salaires bas. Cette situation les a rendus plus vulnérables à la discrimination et au racisme, et la crise économique des années 80 n'a fait qu'aggraver leurs problèmes.
À partir de 1974, des chauffeurs haïtiens ont commencé à travailler dans l'industrie du taxi à Montréal. Malgré les longues heures et le salaire minimum, leur nombre est passé de 300 à 800 entre 1978 et 1982. La récession des années 80 a réduit la valeur des licences de taxi et les revenus des propriétaires, augmentant les tensions raciales dans le secteur. En 1982, La Presse a souligné comment la crise économique intensifiait les tensions raciales dans le secteur du taxi.

#### Protestations et Solidarité
Le 16 juillet 1982, la Commission des Droits de l'Homme (CDPQ) a décidé indépendamment de mener une enquête publique et générale sur l'industrie du taxi à Montréal en raison de nombreuses accusations de discrimination raciale impliquant divers acteurs du secteur. Cette décision a été influencée, entre autres facteurs, par de profondes répercussions dans les Caraïbes anglophones et l'expulsion de certains étudiants du Canada.
En juin et juillet 1983, les rues de Montréal étaient remplies de manifestants, pour la plupart des chauffeurs de taxi d'origine haïtienne, exprimant leur mécontentement. Ils tenaient des banderoles devant le palais de justice avec des messages s'adressant aux gouvernements et à la communauté, tels que « Bonjour! Ottawa Québec Montréal. Assumez vos responsabilités » et « Vouloir être fort et libre au Québec ». La principale raison des protestations était de dénoncer le racisme et la discrimination dans l'industrie du taxi de Montréal, en plein milieu d'une crise économique qui affectait également le secteur du taxi.
Le rapport final, présenté à l'automne 1984, traitait des conclusions sur la discrimination individuelle et systémique directe et proposait des recommandations pour traiter ces problèmes. Il fournissait également une analyse détaillée du cadre législatif, réglementaire et administratif régissant l'industrie du taxi de Montréal et examinait les opérations des entités gouvernementales connexes, proposant des solutions législatives et réglementaires.
L'enquête a révélé que le racisme dans cette industrie était utilisé comme un outil de concurrence déloyale et que, dans ce contexte, il indiquait des problèmes structurels affectant l'industrie bien avant l'arrivée significative de chauffeurs noirs, principalement d'origine haïtienne. Ce racisme, intensifié par la couleur de peau, n'était qu'un aspect d'un problème plus vaste. À la suite de cette enquête, d'importantes mesures gouvernementales ont été adoptées, entraînant une nette amélioration dans l'industrie du taxi. Parmi les actions mises en évidence figurait un plan de rachat de licences de taxi par le gouvernement. Grâce à ces mesures, la situation de tous les travailleurs du secteur s'est améliorée, pas seulement celle des chauffeurs noirs. Cette enquête a souligné l'importance de s'attaquer et de combattre le racisme dans tous les domaines et la nécessité d'une réglementation et d'une action gouvernementale pour garantir l'équité et la justice.

### Défilé de la Fête nationale du Québec 2017
Le défilé de la Fête nationale du Québec 2017 a suscité une importante controverse dans les médias et sur les réseaux sociaux en raison d'une performance perçue comme raciste par de nombreux spectateurs. Lors de l'événement, une vidéo, devenue rapidement virale, montrait un char allégorique tiré par des adolescents noirs pendant qu'un groupe de femmes blanches dansait autour d'eux. La Fête nationale du Québec est un événement annuel célébrant la diversité et l'intégration dans la société multiculturelle du Québec. Cependant, ce défilé en particulier a attiré l'attention négativement, principalement à cause des images contrastées que certains ont interprétées comme rappelant des époques historiquement oppressives.
La controverse a commencé lorsque Félix Brouillet, un citoyen canadien, a publié la vidéo sur Facebook avec le commentaire : « Je doute que les organisateurs du défilé aient compris le concept de diversité » (« I'm not sure the parade organizers grasped the concept of diversity »). En moins de 24 heures, la vidéo avait été vue par plus d'un million de personnes, déclenchant de nombreuses critiques et débats en ligne sous le hashtag #villeneuvegate. L'organisation de l'événement a répondu aux critiques, les qualifiant de « disproportionnées ». Maxime Laporte, le président du comité, lors d'une interview avec Radio-Canada, a défendu la diversité du défilé et a appelé au calme. Elle a expliqué : « Nous avons des gens de tous horizons : d'Asie, d'Afrique, de partout dans le monde, qui sont maintenant du Québec et qui ont participé au défilé ». Elle a également mentionné que l'incident était simplement « une coïncidence ».
De son côté, Sterve Lubin, l'entraîneur des adolescents qui tiraient le char et qui appartiennent à l'institut Louis-Joseph-Papineau, a minimisé la situation lors d'une interview avec CBC News. Lubin a déclaré : « C'était un plaisir pour nous de participer. C'est dommage que les gens se concentrent davantage sur la couleur que sur les participants. » L'incident a mis en évidence les tensions et les problèmes entourant la représentation raciale et culturelle lors d'événements publics. À la suite de la controverse, les organisations événementielles au Québec et ailleurs au Canada ont été appelées à être plus conscientes et prévenantes concernant la diversité et la représentation culturelle dans leurs activités.

## Racisme envers les Latinos

### Ouvriers agricoles

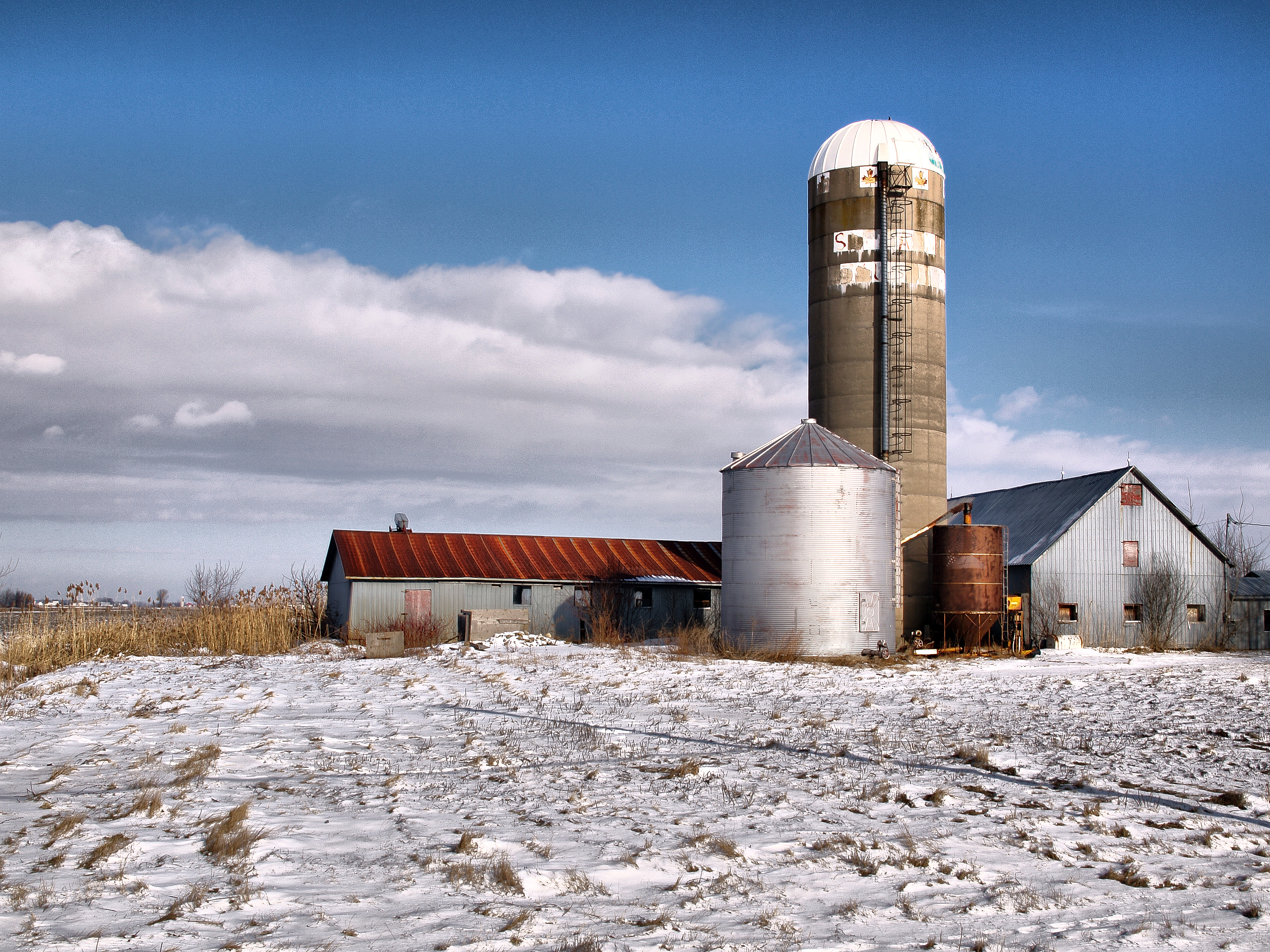
Ferme à Saint-Damase, Montérégie (Québec)

La représentation des ouvriers agricoles dans la société québécoise a évolué de diverses manières au fil du temps, dont beaucoup sont imprégnées de préjugés et de stéréotypes ne rendant pas justice à la réalité et à la complexité de ces travailleurs. Depuis l'arrivée des travailleurs temporaires, en particulier d'origine latino-américaine, au Québec, des attitudes discriminatoires et réjectantes ont été observées de certains secteurs de la population, souvent basées sur des préjugés raciaux et culturels. Ces attitudes se manifestaient de diverses manières, des commentaires péjoratifs dans la vie quotidienne aux décisions politiques et de travail marginalisant ces travailleurs. Pourtant, en même temps, le besoin de ces ouvriers dans l'industrie agricole était indéniable, leur travail acharné permettant à l'agro-industrie québécoise de prospérer.
Initialement, l'agriculture était le pilier fondamental de l'économie à Saint-Rémi. Bien que l'industrie ait pris de l'importance récemment, l'agriculture reste essentielle à l'identité et à l'organisation sociale de la région. Durant les années 1980, la pratique de l'embauche d'ouvriers d'origines ethniques différentes, en particulier non-québécoises, pour travailler dans les fermes pendant l'été a commencé. La nature temporaire de ces emplois et le court séjour de ces travailleurs n'ont pas causé de conflits majeurs à l'époque. Cependant, avec l'arrivée de travailleurs mexicains sous des programmes comme PTAT et TFWP, la durée de leur séjour a commencé à s'étendre, augmentant leur visibilité dans la communauté.
À Saint-Rémi, la dualité de ces représentations est évidente. D'une part, les ouvriers sont perçus comme indispensables, efficaces, et prêts à accomplir des tâches que de nombreux Québécois ne souhaitent pas faire ; d'autre part, leur identité et leur culture sont souvent réduites à des stéréotypes simplistes, et ils sont traités comme des « autres », extérieurs à la communauté. Cette situation de « nécessaire mais pas appartenant » a perpétué un cycle de racisme structurel où, bien que les travailleurs soient essentiels à l'économie, leur humanité et leurs droits sont constamment menacés et non pleinement reconnus. De plus, la représentation économique souvent donnée à ces travailleurs néglige leurs conditions de vie et de travail, les séparations familiales, les barrières linguistiques et culturelles, et les défis à intégrer dans une société qui les voit souvent comme temporaires, malgré leur contribution à long terme.
La visibilité croissante des migrants dans la communauté a amené certains résidents locaux à utiliser des termes comme « invasion » ou « occupation », en particulier en relation avec l'utilisation d'espaces publics tels que les supermarchés et les services bancaires. Ces perceptions sont enracinées dans un sentiment d'altérité, car les migrants sont perçus comme des « étrangers » ou des « extérieurs » en raison de différences culturelles, linguistiques et ethniques. De plus, il existe une croyance répandue parmi certains locaux que ces migrants « volent » des emplois, même s'ils ont été amenés par de grands agriculteurs pour combler des postes vacants qui n'étaient pas pourvus par les résidents locaux.

### Exploitation des travailleurs étrangers par Newrest et Trésor
En octobre 2023, une controverse juridique est apparue au Québec concernant l'exploitation des travailleurs étrangers. Une proposition de recours collectif a affirmé que Newrest, un fournisseur international de nourriture pour compagnies aériennes, et Trésor, une agence de recrutement basée à Laval, avaient trompé des travailleurs étrangers, les attirant au Canada avec de fausses promesses d'emploi. Selon le Centre des travailleurs immigrants de Montréal, qui a sollicité l'autorisation de déposer le recours, plus de 400 personnes ont été faussement promises à des permis de travail et à des emplois légaux au Canada depuis 2021. Au lieu de cela, on leur a conseillé de travailler illégalement. Le procès suggère que ces travailleurs ont été traités de manière dégradante, soumis au contrôle, à la disponibilité et à l'exploitation.
L'accusation allègue que Trésor a recruté des travailleurs principalement des pays hispanophones, suggérant à certains de venir au Canada comme visiteurs et de travailler pendant une « période d'essai » sans permis de travail valide. On dit que la plupart de ces travailleurs n'ont jamais reçu de tels permis. Bon nombre des travailleurs recrutés ont été trouvés dans les installations de production de Newrest, préparant la nourriture pour les vols au départ de l'aéroport international Montréal-Trudeau.
Benoît Scowen, du Centre des travailleurs immigrants, a souligné la vulnérabilité et la violation des droits de l'homme de ces travailleurs. Le ministre du Travail du Québec, Jean Boulet, a exprimé sa préoccupation et a noté que si les allégations étaient vraies, elles seraient inacceptables. Pendant ce temps, Guillermo Montiel, président de Trésor, a exprimé sa surprise face aux allégations. Newrest a assuré qu'ils respectaient les lois canadiennes et québécoises et s'est engagé à enquêter sur les revendications. Au dernier point de mise à jour, le procès n'a pas encore été approuvé par un juge. L'objectif est d'obtenir des indemnités non spécifiées des entreprises impliquées. La situation met en lumière les problèmes de travail et d'immigration dans le contexte canadien, avec une résolution attendue dans les prochains mois.

### Consultation sur la discrimination et le racisme envers les latinos
La Consultation sur la discrimination systémique et le racisme au Québec était une initiative proposée par le Parti libéral du Québec en 2017. Cet effort, principalement mené par l'aile jeunesse du parti, visait à aborder et évaluer la situation de la discrimination et du racisme dans la province francophone du Canada. Le Québec a rencontré des défis pour représenter adéquatement sa diversité démographique dans diverses institutions publiques. Les données disponibles à l'époque révélaient des écarts significatifs dans la représentation à l'Assemblée nationale du Québec, dans les corps policiers et dans d'autres institutions provinciales et municipales.
La proposition de consultation n'a pas été bien accueillie par tous. Des partis tels que le Parti Québécois (PQ) et la Coalition Avenir Québec (CAQ) ont manifesté leur désaccord et ont demandé l'annulation de la consultation. L'un des arguments avancés par ces partis était que l'utilisation des termes « discrimination systémique » et « racisme » dans le titre de la consultation pourrait dépeindre les résidents du Québec comme racistes, même si les données statistiques confirment l'existence du racisme systémique dans la région. Malgré la controverse et les interventions politiques, la consultation semblait offrir une chance d'aborder et de chercher des solutions à ces problèmes. Cependant, le Conseil des ministres du Québec a décidé de retirer le mandat de conduire la consultation à la Commission des droits de la personne et des droits de la jeunesse (CDPDJ). Par conséquent, le nom de la consultation a été changé en « Forum sur la valorisation de la diversité et la lutte contre la discrimination ».

### Montréal-Nord et le profilage racial de 2008
Le 10 août 2008, deux policiers du service de police de la Ville de Montréal (SPVM) ont identifié un groupe de jeunes jouant aux dés sur un parking de parc. Parmi eux se trouvait Dany, le frère de Fredy Villanueva. Lorsque la police a tenté d'arrêter Dany, d'autres jeunes sont intervenus. En conséquence, l'un des officiers a tiré sur trois d'entre eux, entraînant la mort de Fredy et blessant les deux autres jeunes hommes. Cette tragédie a déclenché des émeutes à Montréal-Nord dans la nuit du 10 au 11 août 2008. La nouvelle s'est rapidement répandue, provoquant des troubles et des appels à manifester contre ce que beaucoup considéraient comme une « brutalité policière » systématique. Les tensions ont culminé avec des manifestations et des affrontements entre les jeunes du quartier et la police,. Peter George-Louis, avocat de la famille Villanueva, a déclaré que les statistiques et le profilage racial donnaient un contexte à la révolte d'août 2008 et soulignaient la nécessité d'aborder ces problèmes pour prévenir de futurs conflits,.
Montréal-Nord a connu une augmentation significative du profilage racial en 2008, en particulier envers la communauté noire, dont les effets ont profondément affecté les relations entre les citoyens et les forces de sécurité. L'événement rappelle l'urgence d'une compréhension, d'un dialogue et d'un changement dans les structures institutionnelles et les méthodes policières de la province,.
Le Dr Charest, auteur de l'étude, a noté que la plupart de cette augmentation des contrôles a eu lieu dans les mois précédant les émeutes. De plus, il a souligné qu'à Montréal-Nord, le profilage racial envers la communauté noire avait augmenté de 126 % entre 2001 et 2007,. Une mise à jour de l'étude, datée du 30 août, a révélé que dans deux contrôles sur trois impliquant des individus noirs, les raisons étaient faibles ou vagues, telles que « enquête de routine » ou « personne d'intérêt », ce qui a conduit à des perceptions de profilage ethnique et a généré du mécontentement,.

#### Répercussions
La suite de cet incident ne s'est pas limitée à la violence initiale. Diverses manifestations ont été organisées, réclamant justice pour Fredy et remettant en question les pratiques policières. En mai 2009, une enquête publique a été lancée pour examiner les circonstances de la mort de Villanueva. Cependant, cette enquête a été interrompue en 2011 en raison de débats juridiques et a repris en 2013. Malgré les efforts d'enquête, le Conseil municipal de Montréal et la Fraternité des policiers de Montréal ont été accusés d'entraver le processus d'enquête. Le 17 décembre 2013, le rapport résultant a été publié avec des recommandations spécifiques pour la police et d'autres entités. Malgré ces recommandations, Montréal-Nord est resté marqué par la douleur et la colère, révélant les tensions sous-jacentes entre la communauté et la police.
Brunilda Reyes, directrice de l'organisation d'aide alimentaire « Les Fourchettes de l’espoir », a indiqué que la mort de Villanueva reflétait le mécontentement latent du quartier, marqué par des pénuries et un manque d'opportunités. Inés Melara, une résidente de la région, a souligné les inégalités persistantes à Montréal-Nord et comment, 15 ans plus tard, des dynamiques similaires menant à l'événement tragique peuvent encore être observées.

### Préjugés envers les Brésiliens
Au début du XXIe siècle, de nombreux Brésiliens ont choisi de s'installer au Québec. La plupart de ces immigrants sont arrivés dans la région avec un statut d'immigrant qualifié, espérant utiliser leurs compétences et leur formation professionnelle pour une meilleure qualité de vie. Cependant, durant les premières années après leur arrivée, un groupe significatif a rencontré divers défis.
En 2007, une étude exploratoire basée sur des témoignages de Brésiliens vivant au Québec depuis 2000 révèle que l'insertion sur le marché du travail n'est pas été homogène dans différents domaines de spécialisation. Alors que les professionnels des sciences exactes trouvent plus facilement des opportunités d'emploi, ceux liés au secteur de la santé, malgré le respect de toutes les exigences légales et procédures requises par le Ministère de l'Éducation et des Loisirs du Québec pour la validation de leurs études, font face au chômage. Par ailleurs, les professionnels en sciences humaines estiment qu'ils ont été marginalisés du marché du travail pour lequel ils se sont préparés au Brésil, exprimant leur déception de ne pas trouver des opportunités d'emploi et des salaires à la hauteur de leurs attentes. La coexistence quotidienne entre Brésiliens et Québécois déclenche un processus complexe de catégorisation mutuelle. D'une part, certains Québécois montrent de la résistance envers les Brésiliens en raison de préjugés culturels, mais en même temps, ressentent une affinité en raison du patrimoine latin commun et de l'histoire de leurs langues respectives. Cependant, certains Brésiliens, percevant certaines attitudes de rejet, développent une perception des Québécois comme provinciaux et subordonnés à l'héritage colonial anglais. Cette dualité de perceptions et d'attitudes est amplifiée dans le contexte linguistique du Québec, où la relation entre les Brésiliens et les Francophones et Anglophones varie, oscillant entre dépassement et retrait.

### L'affaire Kate Moya
Kate Moya est une comédienne vénézuélienne-québécoise qui a gagné en notoriété sur les réseaux sociaux grâce à ses vidéos humoristiques et ses commentaires sur la vie au Québec. Cependant, son parcours numérique n'a pas été exempt de problèmes, notamment en ce qui concerne le racisme.
Née de parents vénézuéliens ayant émigré au Québec en 1992, Moya a vécu presque toute sa vie au Canada. Bien qu'elle ait grandi dans un environnement bilingue et se considère vénézuélienne et latine, sa prononciation française reflète sa vie au Québec. Si la plupart des réactions à ses vidéos sont positives, sa trajectoire ascendante sur les réseaux sociaux a entraîné une série de commentaires négatifs et racistes.
Moya a mentionné à plusieurs reprises que, bien qu'elle se soit sentie acceptée au Québec pendant la majeure partie de sa vie, c'est à travers les réseaux sociaux qu'elle a directement affronté le racisme. Les commentaires négatifs portent souvent sur ses origines et son accent, certains utilisateurs la poussant à « rentrer dans son pays » ou à « arrêter de parler français » à cause de son accent. Moya estime que cette réaction reflète un problème inhérent à la société québécoise : la difficulté que certains individus ont à accepter le multiculturalisme et la diversité.
Dans une interview avec Radio-Canada, Moya a exprimé sa détermination à combattre ces stéréotypes par l'humour, persuadée que le rire peut être un outil de changement. À travers son contenu, elle offre non seulement un regard humoristique sur la vie quotidienne au Québec, mais cherche aussi à créer des espaces de dialogue sur la diversité qui caractérise la province.

## Système d'immigration

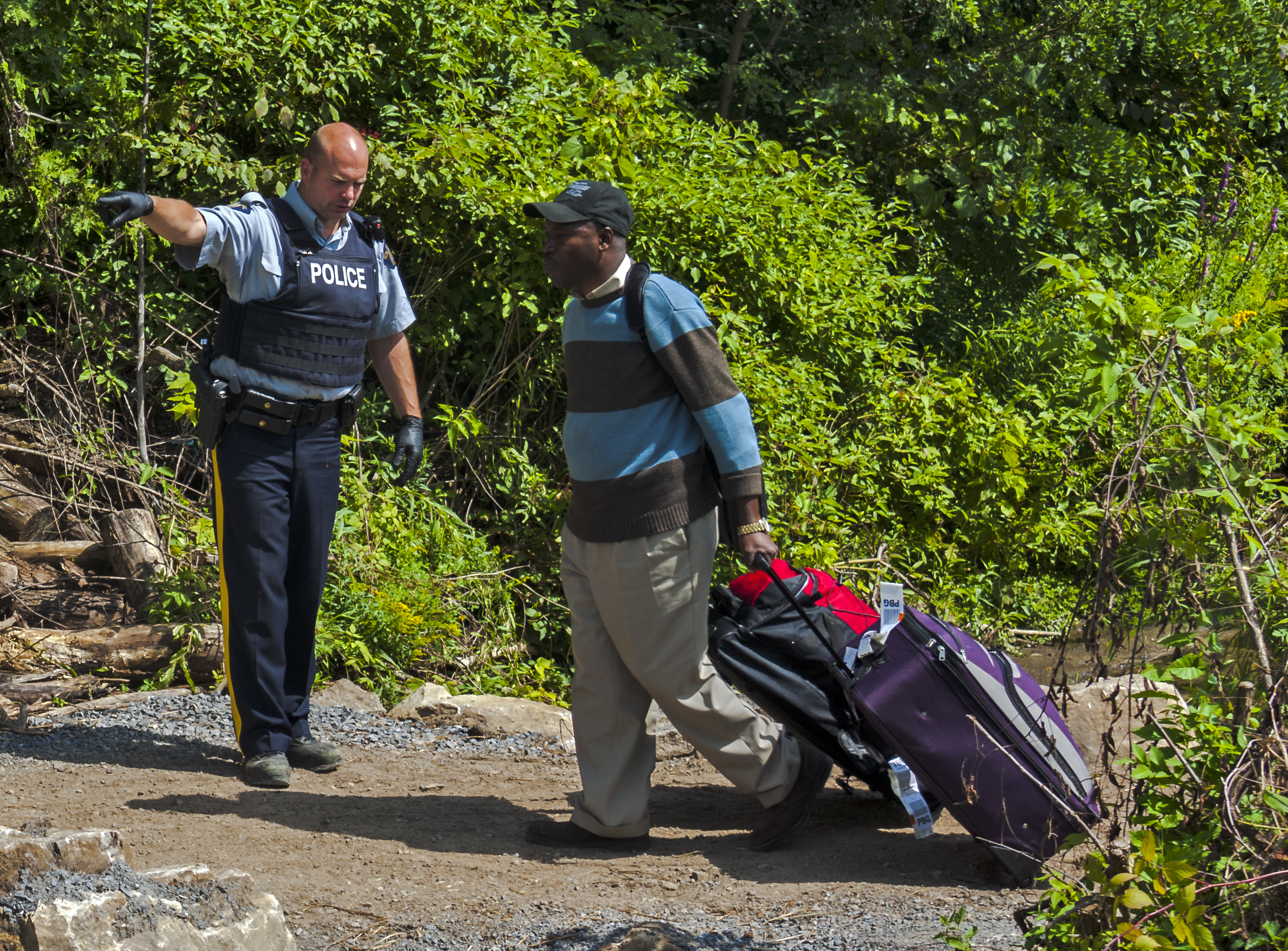
Demandeur d'asile entrant au Québec via Champlain

Themrise Khan, chercheuse indépendante, met en évidence le racisme endémique dans la société canadienne. Elle soutient que, si ce problème n'est pas traité tout en élargissant l'immigration économique, cela pourrait décourager les migrants de venir ou de rester au Canada. Bien qu'il y ait des signes clairs montrant que le gouvernement et le public canadien sont en faveur de l'augmentation des objectifs d'immigration - avec un objectif de 1,5 million de résidents permanents de 2023 à 2025, contre environ un million de 2020 à 2022 - et des enquêtes montrant une opinion publique de plus en plus favorable à l'immigration, des défis persistent.
Khan souligne que, bien qu'il y ait des signes d'une attitude pro-immigrant et des avantages économiques évidents de l'immigration (comme outil pour répondre aux pénuries de main-d'œuvre endémiques du Canada), les implications sociales de l'accueil de nouveaux immigrants sont souvent soulignées par le racisme et la discrimination envers les « minorités visibles ». Khan cite des exemples tels que « une surveillance accrue de certaines populations immigrées, un examen approfondi de certaines de leurs ressources financières, et une discrimination contre les travailleurs migrants ». En plus des incidents de crimes haineux contre les membres de groupes d'immigrants, Khan souligne que les immigrants sont perçus comme des « cibles numériques » à atteindre dans un délai déterminé, une forme de subjugation dialectique avec de réelles conséquences sur la façon dont les nouveaux arrivants sont perçus tant par les immigrants que par les Canadiens.
L'Immigration, Réfugiés et Citoyenneté Canada (IRCC) a abordé le racisme dans le passé et a proposé des mesures antiracistes plus fortes dans ses plans récents. Cependant, ces mesures sont limitées à sa stratégie organisationnelle et ne traitent pas du racisme endémique dans la société. La mise en œuvre du projet de loi 96 a conduit à des recommandations régressives qui représentent une forme de discrimination gouvernementale envers les immigrants.
Khan suggère des changements substantiels :
1. Modifier le langage entourant l'immigration au Canada, en considérant l'immigration comme un droit de l'homme et non comme un jeu de chiffres[64].
2. Ne pas considérer l'immigration uniquement d'un point de vue économique, reconnaissant que les immigrants, comme les Canadiens, sont des individus avec des réalités sociales[64].
3. Adopter une philosophie antiraciste dans les services fournis aux immigrants[64].
4. Veiller à ce que les immigrants reçoivent non seulement une compensation économique, mais aussi une protection sociale[64].

Le Canada propose différentes catégories et programmes pour ceux qui souhaitent entrer, que ce soit temporairement ou de manière permanente. Voici un tableau qui résume les principales catégories d'entrée:
| Type d'entrée                                                     | Description |
| ----------------------------------------------------------------- | --- |
| Entrée temporaire                                                 | Des millions de personnes du monde entier viennent au Canada pour visiter, travailler ou étudier temporairement. |
| Immigration économique                                            | Comprend des programmes tels que : Entrée express, Programme des candidats des provinces, Travailleurs qualifiés sélectionnés par le Québec, Programme de visa pour démarrage d'entreprise, et Programme des aides familiaux. |
| Réunification familiale                                           | Les citoyens canadiens et les résidents permanents peuvent parrainer leurs proches, y compris les conjoints, les partenaires de fait, les enfants à charge, les parents et les grands-parents.                                |
| Réinstallation des réfugiés                                       | Réinstallation des réfugiés venant de l'étranger et un système d'asile au Canada pour les individus ayant une crainte fondée de persécution, de torture ou de mort.                                                           |
| Étudiants internationaux                                          | Plus de 400,000 étudiants. Après leurs études, ils peuvent continuer à travailler au Canada et éventuellement demander l'immigration permanente.                                                                              |
| Travailleurs temporaires                                          | Comprend des programmes comme le Programme des travailleurs temporaires étrangers, le Programme de mobilité internationale, et l'Expérience internationale au Canada.                                                         |
| Entrée irrégulière                                                | Entrées irrégulières au Canada à un endroit autre qu'un point d'entrée, ce qui ne garantit pas la permanence dans le pays et peut entraîner des procédures de détention et d'expulsion.                                       |
| Source : Ministère canadien de la Citoyenneté et de l'Immigration | |

### Francisation forcée
L'insécurité culturelle a été une constante dans la psyché des francophones de patrimoine canadien-français. Selon Marco Micone dans son article « La colère d'un immigrant » publié dans Le Devoir le 3 mars 2017, cette insécurité provient en partie du statut minoritaire des francophones au Canada et en Amérique du Nord dans son ensemble. Cette situation est exacerbée par l'attrait qu'exerce la langue anglaise sur de nombreux immigrants. À travers l'histoire, les Québécois ont construit un récit où la langue française est « menacée », « assiégée » et « malade ». Ce récit a été utilisé pour mobiliser la communauté et sensibiliser. La perception du français comme langue assiégée a galvanisé les actions et discours en défense de la langue et de la culture.
Cependant, certains interprètent cette insécurité culturelle et linguistique comme un signe de xénophobie collective. Lier directement le sentiment d'insécurité linguistique des Québécois à un « discours anti-immigrant » est audacieux. Au fil des ans, la lutte pour préserver la langue française au Québec s'est accompagnée d'efforts pour intégrer les immigrants dans cette culture.
La francisation désigne le processus de rendre quelque chose ou quelqu'un français en termes de culture, de langue, d'identité, etc. Il peut s'agir à la fois du processus d'adaptation de quelque chose à la culture française et de l'assimilation d'individus ou de communautés à la culture française.

### Loi 96: Protection linguistique
L'objectif principal de cette loi linguistique québécoise était d'établir le français comme langue officielle de la province dans les espaces de la vie quotidienne, tels que le gouvernement, les écoles, les tribunaux, les entreprises, entre autres, à travers diverses exigences linguistiques.Néanmoins, le gouvernement québécois a approuvé la législation intitulée Loi 96, « Loi sur la langue officielle et commune du Québec, le français », qui introduit de nouvelles modifications à la législation existante de la Charte. Elle a provoqué une controverse en raison de son caractère discriminatoire ou raciste supposé.
La Loi 96, une révision de la Charte de la langue française, a été adoptée à l'Assemblée nationale. Cette nouvelle législation limite l'utilisation de l'anglais dans les tribunaux et les services publics et impose des exigences linguistiques plus strictes aux petites entreprises, aux municipalités et aux étudiants du CEGEP. Une clause particulièrement controversée exige que les nouveaux arrivants apprennent le français dans les six mois suivant leur arrivée ; sinon, ils perdent l'accès à la plupart des services publics dans une autre langue.

#### Réactions
À la suite de l'adoption récente du projet de loi 96, qui réforme la Charte de la langue française au Québec, divers groupes aidant les immigrants, les travailleurs migrants et les réfugiés à Montréal ont exprimé leurs préoccupations quant à son impact sur la communauté immigrante. Les travailleurs communautaires affirment que cette loi rend difficile pour les immigrants d'accéder à la justice et d'accomplir des tâches quotidiennes, augmentant ainsi leur isolement et leur vulnérabilité. De plus, il semble que le Québec crée un système d'immigration à deux vitesses. Cela pourrait décourager les personnes fuyant les conflits et ne parlant que l'anglais de base de venir dans la province, malgré les besoins croissants en main-d'œuvre. Parallèlement, la province s'appuie sur un nombre croissant de travailleurs étrangers temporaires pour combler d'importants écarts de main-d'œuvre.
Evelyn Calugay, directrice exécutive de PINAY, un groupe de défense des droits des femmes philippines, a partagé son expérience personnelle concernant le défi d'apprendre le français. Elle a souligné que de nombreux Philippins arrivent au Québec pour occuper des emplois précaires, leur laissant peu de temps pour apprendre la langue. Elle a également évoqué l'histoire linguistique des Philippines, soulignant que l'anglais et l'espagnol étaient des langues imposées tout au long de son histoire. Le Premier ministre François Legault a exprimé son souhait de veiller à ce qu'un plus grand nombre d'immigrants entrant dans la province parlent déjà français. Il a mentionné que son gouvernement avait augmenté la proportion de sélection d'immigrants francophones de 55 % à 84 %. Cependant, le pourcentage d'immigrants francophones acceptés dans la province par le gouvernement fédéral n'est que de 50 %.
Mostafa Henaway du Centre des travailleurs migrants a également exprimé ses préoccupations, suggérant que le gouvernement semble privilégier la main-d'œuvre migrante temporaire pour satisfaire sa base électorale. De son côté, Rose Ndjel, directrice d'Afrique au Féminin à Parc-Extension, a souligné comment la loi pourrait affecter ceux qui vivent déjà là depuis des années et pourraient ne pas avoir un accès facile aux cours de français. Elle a signalé que parfois, les enfants manquent l'école pour aider à traduire les services pour leurs parents ou grands-parents, et cette situation s'aggrave avec la nouvelle loi.

## Système de santé
En 2023, le débat sur le racisme systémique dans le système de santé du Québec s'est intensifié. De nombreux professionnels de la santé et organisations autochtones ont critiqué la position du gouvernement provincial, dirigé par le Premier ministre François Legault, qui a nié l'existence du racisme systémique dans la province. La question a gagné en importance à la suite du cas de Joyce Echaquan, une femme autochtone décédée en 2020 à l'hôpital de Joliette tout en étant victime d'insultes racistes. Sa mort a conduit à la proposition du « Principe de Joyce », un ensemble de mesures suggérées par la communauté autochtone Atikamekw pour garantir un accès équitable aux services médicaux.
Le Collège des médecins du Québec, dirigé par le Dr Mauril Gaudreault, a remis en question l'approche « paternaliste et colonialiste » du gouvernement dans sa nouvelle législation visant à améliorer les soins pour la population autochtone au sein du système de santé public. Le Collège a soumis un rapport à un comité législatif déclarant qu'il serait difficile de fournir des soins respectant l'identité culturelle sans reconnaître d'abord le racisme systémique dans le système de santé. De plus, ils ont recommandé d'élargir le projet de loi pour inclure d'autres groupes vulnérables et ont souligné l'importance d'impliquer les organisations autochtones dans la rédaction de la législation. Le ministre des Affaires autochtones, Ian Lafrenière, a défendu la proposition du gouvernement, affirmant avoir rencontré divers groupes autochtones avant sa présentation. Cependant, il a été critiqué pour un prétendu manque de consultation appropriée lors de sa rédaction.
Ghislain Picard, leader de l'Assemblée des Premières Nations du Québec-Labrador, a choisi de ne pas assister aux réunions du comité, affirmant que la proposition législative ne respectait pas les droits des Premières Nations. Pendant ce temps, Marjolaine Sioui, de la Commission des services sociaux et de la santé des Premières Nations du Québec et du Labrador, a souligné que toute politique sur la sécurité culturelle doit être élaborée en collaboration avec les Premières Nations et les groupes inuits.